# Llista de dones al Heritage Floor
La llista compila les 1000 biografies de dones rellevants que apareixen escrites al Heritage Floor com a part de l'obra d'art The Dinner Party, una instal·lació artística de Judy Chicago de 1979 que es conserva actualment a l'Elizabeth A. Sackler Center for Feminist Art del Museu de Brooklyn, a Nova York.

## Les dones representades a cada ala de la taula

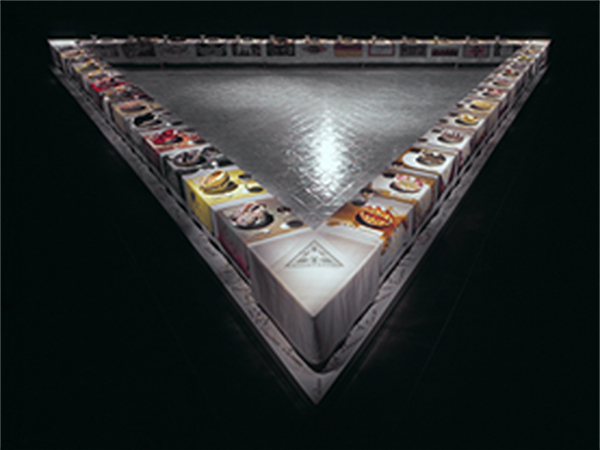
The Dinner Party, Museu de Brooklyn

The Dinner Party (El sopar) és una instal·lació artística que consisteix en una taula triangular d'uns 15 m d'ample. Cada costat (o ala) de la taula està dividida en 13 parts encapçalades amb el nom d'una dona famosa i imatges o símbols relacionats amb elles, un tovalló, utensilis de cuina, un got o una tassa i un plat. Moltes d'elles tenen un relleu en forma de papallona o flor que simbolitza una vulva.
- Ala I: La primera ala de la taula és el lloc per a les figures femenines que se situen entre la prehistòria, començant amb la deessa mare, fins a l'època de l'Imperi Romà, finalitzant amb Hipàcia. Aquesta secció tracta l'aparició i el declivi del món clàssic.
- Ala II: La segona ala cobreix el temps entre l'inici del cristianisme, començant amb Marcel·la de Roma, fins en el moment de la Reforma Protestant del segle xvii, finalitzant amb Anna Maria van Schurman.
- Ala III: La tercera ala comença a la Revolució Americana, començant amb Anne Hutchinson, i conclou al segle xx fent homenatge al feminisme, finalitzant amb Virginia Woolf i Georgia O'Keeffe.

Les 39 dones representades a la taula són:
1. Deessa mare

2. Deessa de la fertilitat 

3. Ixtar

4. Kali

5. Deessa serp

6. Sofia

7. Amazones

8. Hatxepsut

9. Judit

10. Safo de Lesbos

11. Aspàsia de Milet

12. Boudica

13. Hipàcia
Ala II: Des de l'inici del Cristianisme
fins a la Reforma Protestant

14. Marcel·la de Roma

15. Brígida d'Irlanda

16. Teodora

17. Roswitha de Gandersheim

18. Trotula de Ruggiero

19. Elionor d'Aquitània

20. Hildegarda de Bingen

21. Petronilla de Meath

22. Christine de Pisan

23. Isabel d'Este

24. Elisabet I d'Anglaterra 

25. Artemisia Gentileschi

26. Anna Maria van Schurman
Ala III: Des de la Revolució Americana
fins al feminisme

27. Anne Hutchinson 

28. Sacajawea 

29. Caroline Herschel 

30. Mary Wollstonecraft 

31. Sojourner Truth 

32. Susan B. Anthony 

33. Elizabeth Blackwell 

34. Emily Dickinson 

35. Ethel Smyth 

36. Margaret Sanger 

37. Natalie Clifford Barney 

38. Virginia Woolf 

39. Georgia O'Keeffe

## Les dones representades alHeritage Floor

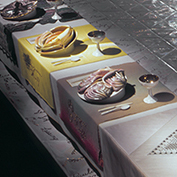
Detall de lHeritage Floor

The Heritage Floor (El Pavelló Patrimonial), que es troba sota la taula, presenta els noms de 999 dones associades a les 39 convidades anteriors, inscrits en 2.304 rajoles blanques de porcellana artesana. Les rajoles cobreixen tota l'extensió de l'àrea de taula triangular, des de cada plaça de la taula, continuant per sota la taula i omplint completament la zona tancada que formen les tres ales. Els noms estan escrits en mètode Palmer, un estil de cal·ligrafia estatunidenca del segle xx.
Judy Chicago afirma que els criteris que va utilitzar per incloure el nom de cada dona són un o més dels següents:
- Ha fet una contribució valuosa a la societat
- Ha intentat millorar molt a altres dones
- La seva vida i obra han il·luminat aspectes significatius de la història de la dona
- Ha proporcionat un model per a un futur més igualitari.

Acompanyant la instal·lació hi ha una sèrie de panells a la paret que expliquen el paper de cada dona del pavelló i l'associen amb cadascuna de les places de la taula.

## Ala I

### Deessa mare

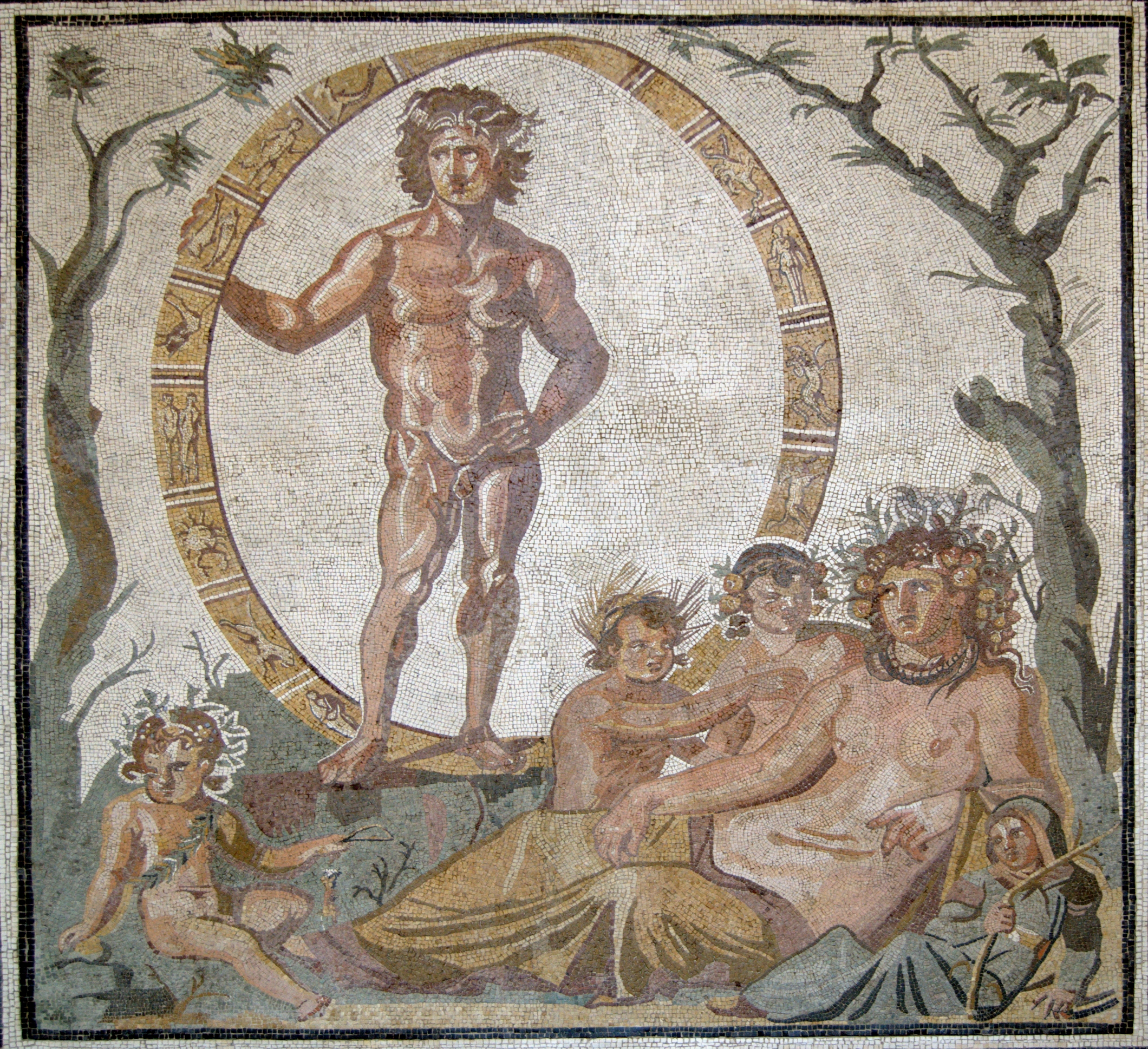
Part central d'un gran mosaic del terra d'una vil·la romana de Sentínum (actualment Sassoferrato, Marques), c. 200-250. Aion (Αἰών), déu de l'eternitat, està representat en una orbe celestial amb signes zodiacals, entre un arbre verd i un arbre sec (estiu i hivern). Als seus peus, la mare Terra o Tellus (equivalent romà de la deessa Gaia grega) amb quatre fills; és possible que siguin les quatre estacions personificades

La Deessa mare (Primordial Goddess) representa la maternitat, la fertilitat, la creació, la Terra.
- Aruru, deessa de la mitologia sumèria.
- Atira, deessa de la mitologia pawnnee.
- Aysyt (Ajysyt), deessa de la mitologia iacut.
- Eurínome (Eurynome), oceànide de la mitologia grega.
- Gea (Gaea), deessa de la mitologia grega.
- Gefjon (Gebjon), deessa de la mitologia escandinava.
- Ilmatar, deessa de la mitologia finlandesa.
- Nammu, deessa de la mitologia sumèria.
- Neith', deessa de la mitologia egípcia.
- Ninhursag (Ninhursaga), deessa de la mitolgia sumèria.
- Nut, deessa de la mitologia egípcia.
- Ometéotl (Omeciuatl), deessa de la mitologia asteca.
- Siwa (Siva), deessa de la mitologia eslava.[11]
- Tefenet (Tefnut), deessa de la mitologia egípcia.
- Tiamat', deessa de la mitologia sumèria i babilònica

### Deessa de la fertilitat

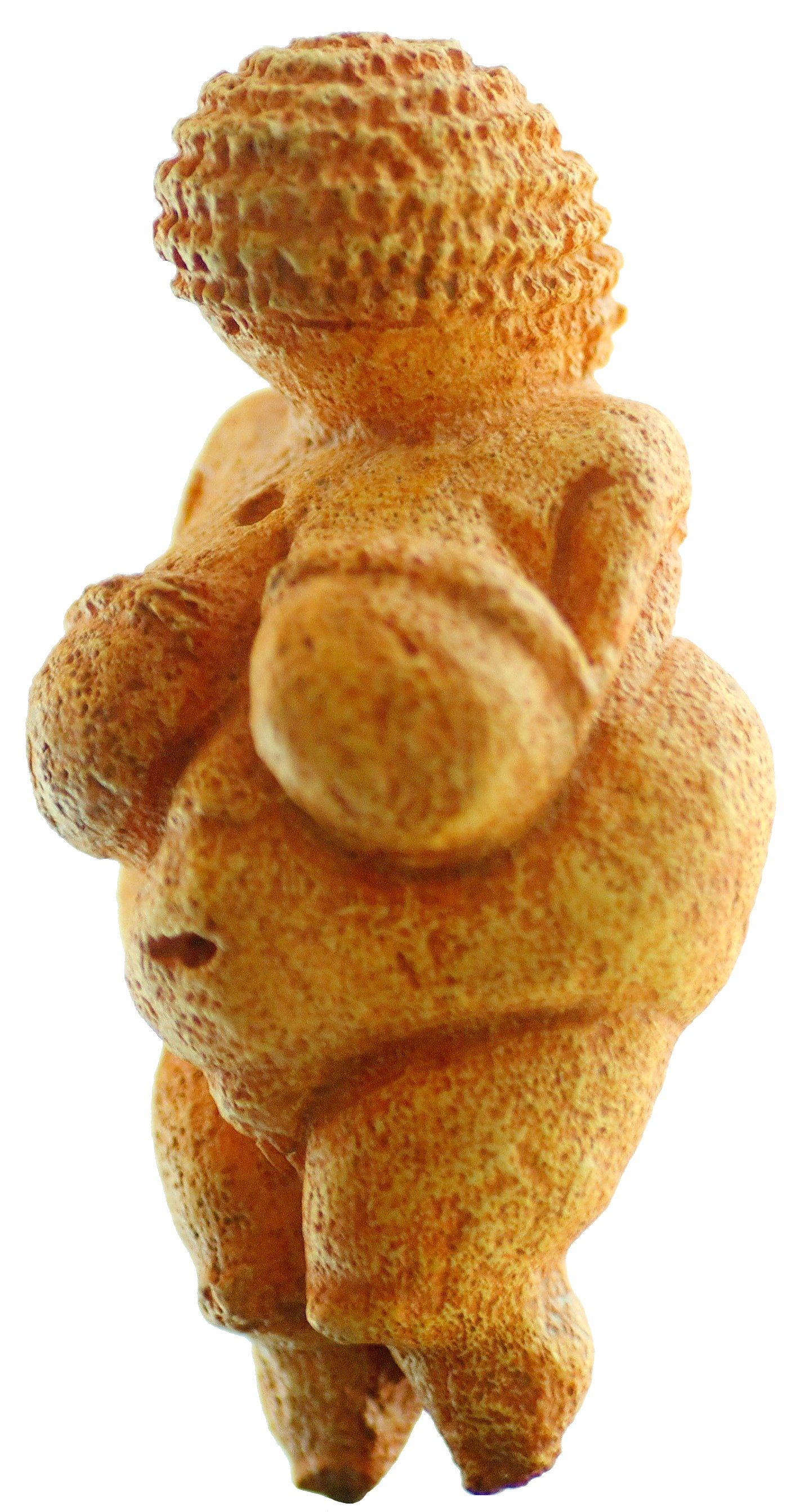
Venus de Willendorf (c. 22.000–24.000 aC.)

La Deessa de la fertilitat (Fertile Goddess) és la deessa associada a la fertilitat, l'embaràs, el naixement, i de vegades el sexe i l'amor.
- Bona Dea, deessa de la mitologia romana.
- Brigid, deessa de la mitologia celta.
- Cardea, deessa de la mitologia romana.
- Dana, deessa de la mitologia celta.
- Freia (Freya), deessa de la mitologia nòrdica.
- Frigg (Frija), deessa de la mitologia nòrdica.
- Hera, deessa de la mitologia grega.
- Juno, deessa de la mitologia romana.
- Macha, deessa de la mitologia celta.
- Maderakka, deessa de la mitologia finesa.
- Hertha (Nerthus), deessa de la mitologia germànica.
- Ninti, deessa de la mitologia sumèria.
- Tellus (Tellus Mater), deessa de la mitologia romana.

### Ixtar

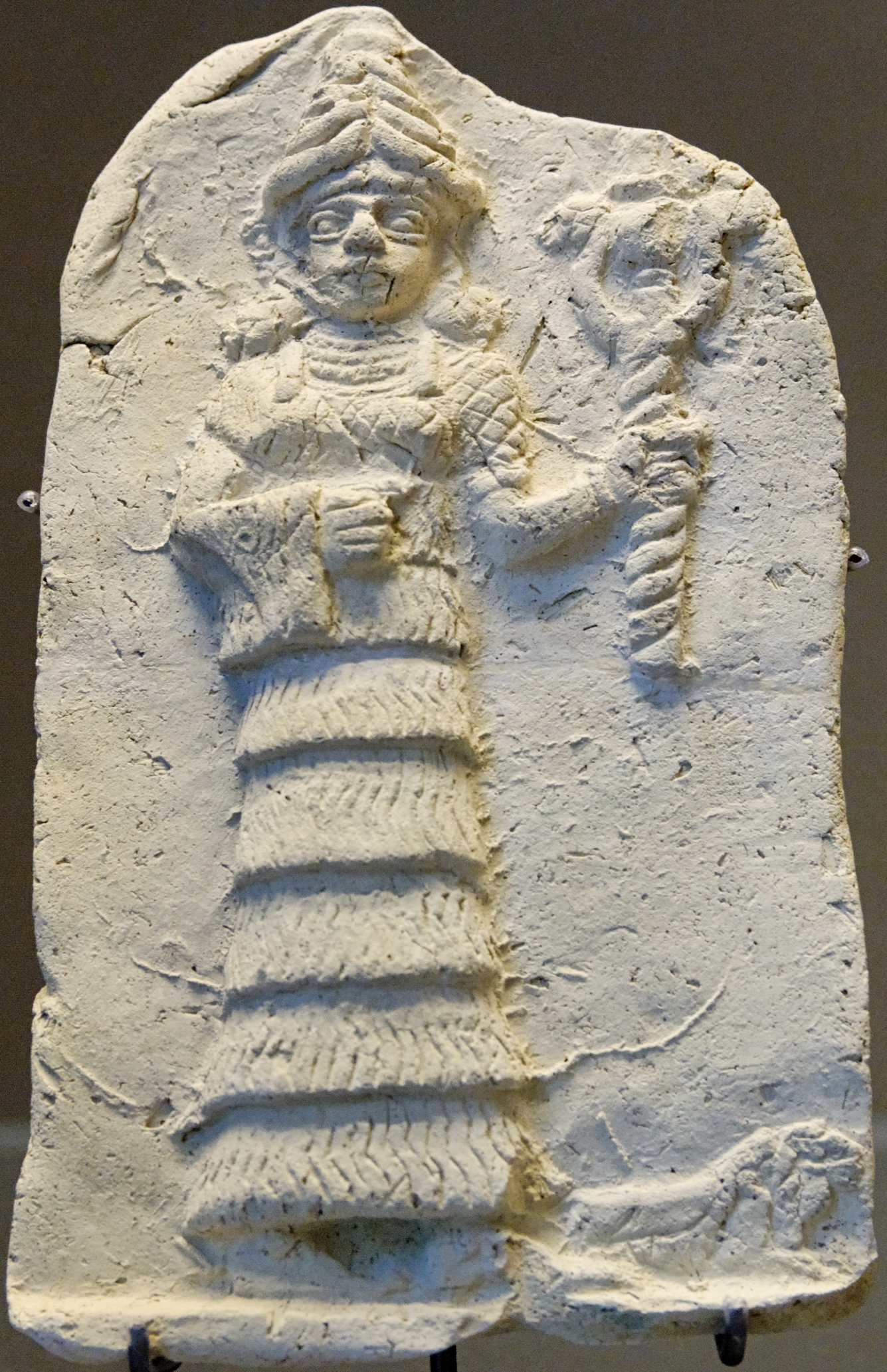
Deessa Ixtar

Ixtar (Ishtar) és una deessa assíria i babilònia. Li deu la seva fama a la seva activitat cultural i mitològica mai igualada per una altra deessa de l'Orient Mitjà. En el seu apogeu, ella era la deessa de l'amor físic i de la guerra, regint sobre la vida i la mort. És equivalent a l'Afrodita grega, la Turan etrusca i la Venus Victrix romana. Té una aparença hermafrodita (Ishtar barbata), com moltes deesses d'aquest tipus.
- Aixera (Asherah), deessa de l'antiga religió semítica.
- Afrodita (Aphrodite), deessa de la mitologia grega.
- Amat-Mamu, sacerdotessa i escriba de Sippar.
- Anahita, deessa de la mitologia persa.
- Anat', deessa de la mitologia caldea.
- Arinnitti, deessa de la mitologia hitita.[14]
- Astarte (Ashtoreth), deessa de les mitologies de l'Orient Mitjà antic.
- Athor (Hathor), deessa de la mitologia egípcia.
- Baranamtarra, reina de Lagash.
- Blodeuwedd, personatge de la mitologia gal·lesa.
- Ceridwen, deessa de la mitologia gal·lesa.
- Cíbele (Cybele), deessa de la mitologia grega.
- Enheduanna, poetessa accàdia.
- Hannahannah, deessa de la mitologia hurrita.
- Iltani, reina de Babilònia.
- Inanna, deessa de la mitologia sumèria.
- Isis, deessa de la mitologia egípcia.
- Kug-baba (Kubaba), reina sumèria.
- Puabi (Shub-Ad of Ur), dona important d'Ur.
- Shibtu, reina de Mari.
- Tanit (Tanith), deessa de la mitologia cartaginesa.

### Kali

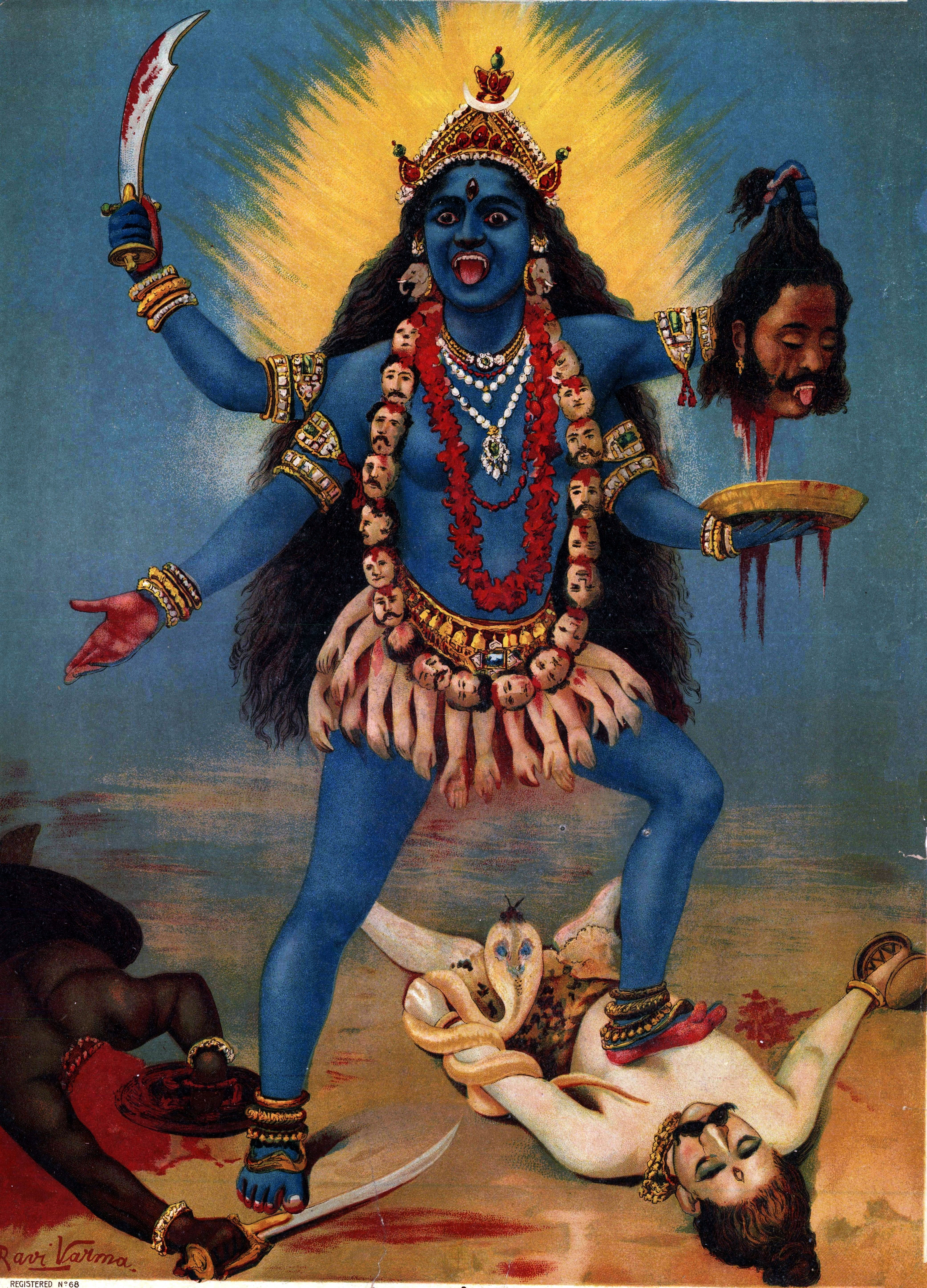
Kali vista per Ravi Varmâ

Kali (Kali) és la deessa hindú del temps, de la mort i de l'alliberament, mare de la destrucció i de la creació. Té la feroç aparença de Devi, la deessa suprema, que és fonamental per a totes les deïtats hindús. Destrueix el mal sota totes les seves formes i especialment les branques de la ignorància: l'avidyā, la gelosia o la passió.
- Alukah, vampir bíblic.
- Arianrhod (Arianhrod), divinitat-heroïna de la mitologia gal·lesa.
- Coatlicue, deessa de la mitologia asteca.
- Ereixkigal (Ereshkigal), deessa de la mitologia sumèria.
- Eumènides (The Furies), divinitats de la mitologia grega.
- Hècate (Hecate), deessa de la mitologia grega.
- Hela (Hel), deessa de la mitologia nòrdica.
- Irkalla, l'inframon de les mitologies mesopotàmiques.
- Les tres Nornes (The Norns), divinitats de la mitologia nòrdica.
- Morrígan (Morrigan), deessa de la mitologia celta.
- Neftis (Nephthys), deessa de la mitologia egípcia.
- Rhiannon, deessa de la mitologia celta.
- Tuchulcha, daimon de la mitologia etrusca.
- Valquíries (The Valkyries), dísir de la mitologia nòrdica.

### Deessa serp

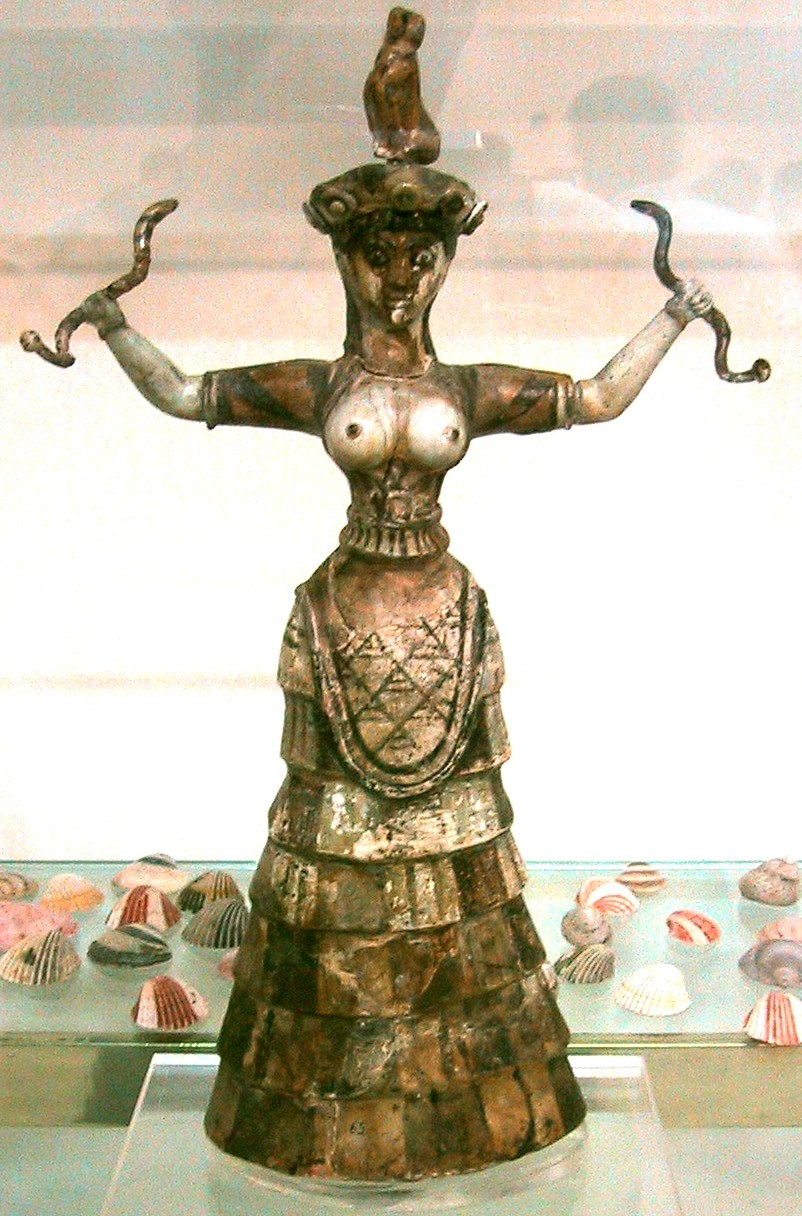
Deessa serp

La Deessa serp (Snake Goddess) és una deïtat minoica. És una divinitat cthoniana d'aquesta civilització. Les figures de ~1600 aC trobades en les excavacions arqueològiques a Knossos (Creta) representen deesses dels santuaris de la llar, com a «serps de la casa», que semblen estar relacionades amb les tradicions del Paleolític en relació amb la domesticació i a les dones.
- Ariadna (Ariadne), princesa grega.
- Àrtemis (Artemis), deessa de la mitologia grega.
- Atena (Athene), deessa de la mitologia grega.
- Britomartis, nimfa de la mitologia grega.
- Chicomecoatl, deessa de la mitologia asteca.
- Demèter (Demeter), deessa de la mitologia grega.
- Europa, princesa fenícia.
- Fortuna, deessa de la mitologia romana.
- Ouadjet (Buto), deessa de la mitologia egípcia.
- Pasífae (Pasiphae), heroïna grega.
- Persèfone (Kore), deessa de la mitologia grega.
- Pitó (Phyton), serp gegant de la mitologia grega.
- Rea (Rhea), titànide de la mitologia grega.

### Sofia

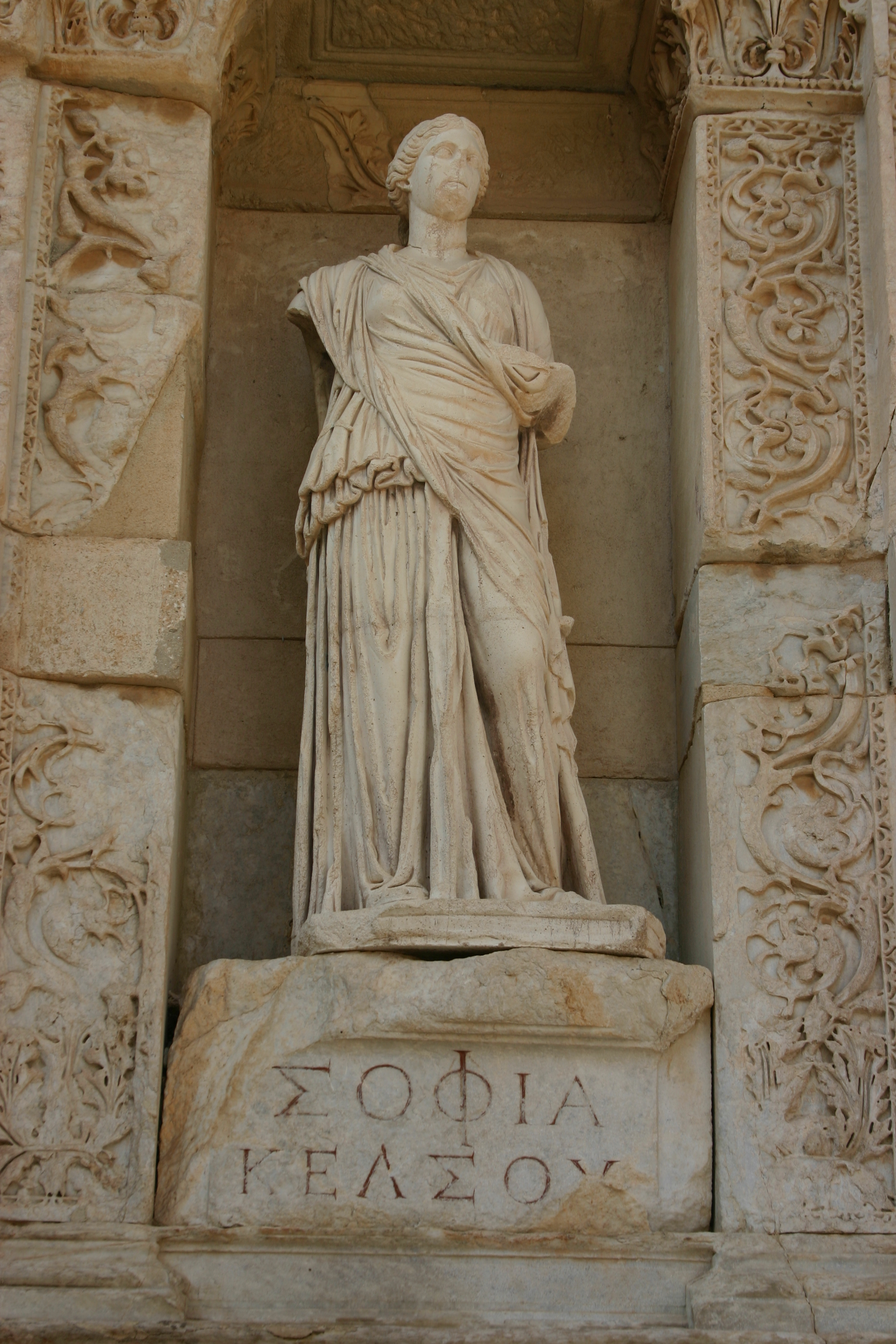
Sofia (Biblioteca de Cels)

Sofia (Sophia) és la personificació de la saviesa. És un terme utilitzat en la filosofia grega, religió hel·lenística, platonisme, gnosticisme, església ortodoxa, cristianisme esotèric, misticisme cristià i filosofia cristiana. La «sofiologia» és un concepte filosòfic sobre la saviesa i un concepte teològic sobre la saviesa de Déu, i el seu aspecte femení.
- Antígona (Antigone), personatge de la mitologia grega, princesa de Tebes.
- Aracne (Arachne), personatge de la mitologia grega.
- Atalanta (Atalanta), heroïna de la mitologia grega.
- Camil·la (Camilla), personatge de la mitologia romana, reina dels volscs.
- Cassandra, personatge de la mitologia grega, profetessa grega.
- Circe, deessa i bruixa de la mitologia grega.
- Clitemnestra (Clytemnestra), personatge de la mitologia grega, reina dels minoics.
- Dafne (Daphne), nàiada de la mitologia grega.
- Hècuba (Hecuba), personatge de la mitologia grega, reina de Troia.
- Hèlena de Troia (Helen of Troy), personatge de la mitologia grega.
- Hersilia, personatge de la mitologia romana, esposa de Ròmul.
- Lisístrata (Lysistrata), personatge d'una comèdia d'Aristòfanes.
- Pandora, personatge de la mitologia grega.
- Praxagora, personatge principal de l'obra de teatre Les assembleistes, d'Aristòfanes.
- Pítia (Pithya), nom genèric de la profeta i sacerdotessa de l'oracle de Delfos.
- Rea Sílvia (Rhea Silva), personatge de la mitologia romana, mare de Ròmul i Rem.
- Sibil·la de Cumes (Sybil of Cumae), nom genèric de les sacerdotesses d'Apol·lo que vivien a prop de Cumes.
- Virgínia (Virginia), personatge d'un relat de la història de l'antiga Roma
- Vesta, deessa de la mitologia romana.

### Amazones

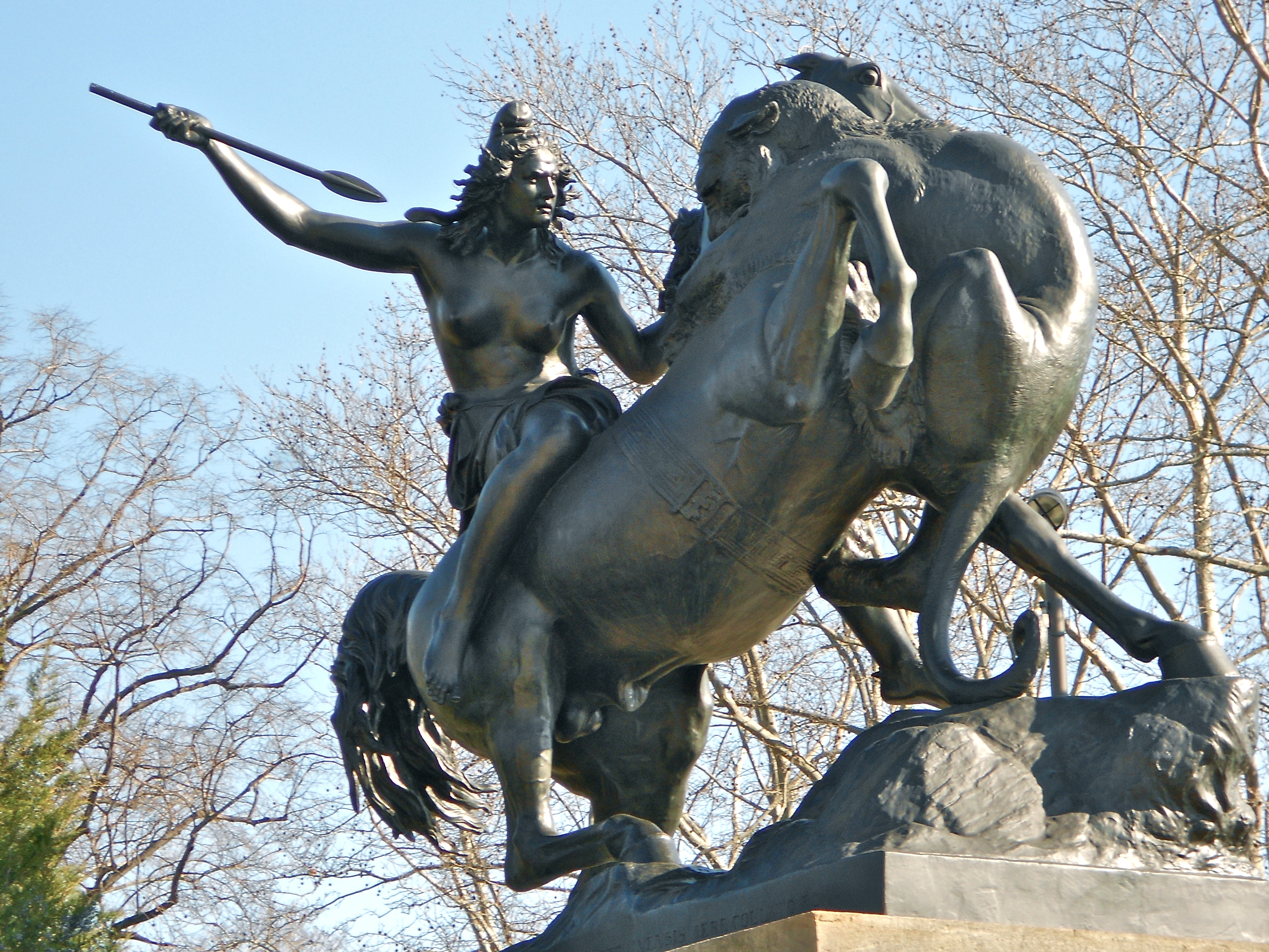
Amazona a cavall

A la mitologia grega, les Amazones (Amazon) eren un poble de dones guerreres que residien a la vora del la mar Negra, mentre que altres historiadors les situen a Àsia Menor o a l'antiga Líbia. Les amazones tindrien un origen històric; corresponien a les dones guerreres dels pobles escites i sàrtics.
- Antíope (Antiope), personatge de la mitologia grega, reina de les amazones.
- Aegea (Egee), personatge de la mitologia grega, reina de les amazones.
- Eurípile (Eurpyle), personatge de la mitologia grega, reina de les amazones.
- Hiera, personatge de la mitologia grega, amazona.
- Hipòlita (Hyppolite), personatge de la mitologia grega, reina de les amazones.
- Lampedo, personatge de la mitologia grega, reina de les amazones.
- Marpesia (Martesia), personatge de la mitologia grega, reina de les amazones.
- Medusa, monstre ctònic de la mitologia grega.
- Mirina (Myrina), personatge de la mitologia grega, reina de les amazones.
- Oritia (Orinthya), personatge de la mitologia grega, reina de les amazones.
- Pentesilea (Penthesilia), personatge de la mitologia grega, reina de les amazones.
- Talestris (Thalestris), personatge de la mitologia grega, reina de les amazones.

### Hatxepsut

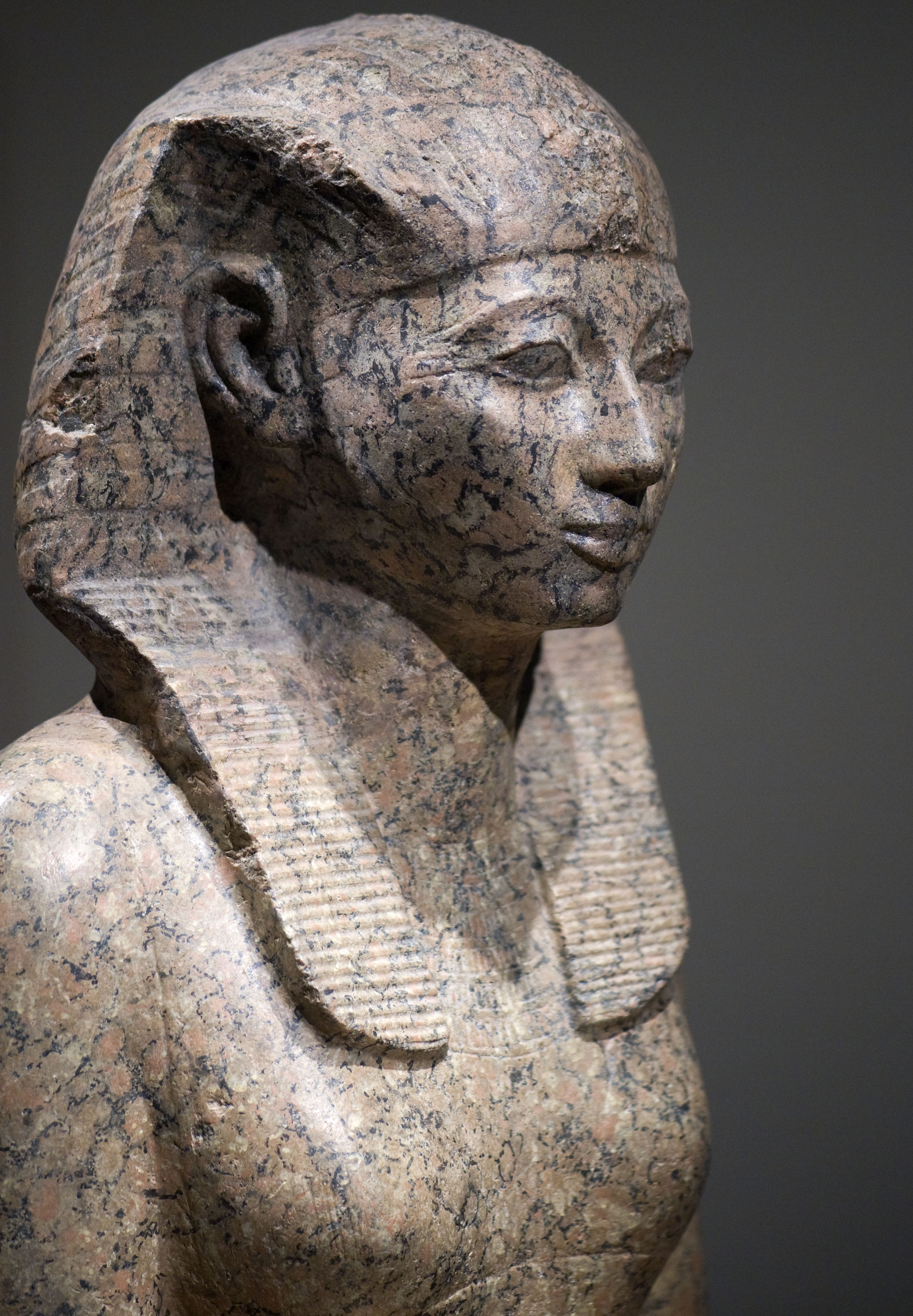
Hatxepsut

Hatxepsut (Hatshepsut) va ser una reina-faraona, cinquena governant de la xviii dinastia de l'antic Egipte. Es va casar amb el seu mig-germà Tuthmosis II per a assegurar la legitimitat d'aquest últim, perquè «encara era un nen molt jove». Per això, «la seva germana [sic] Hatxepsut […] liderava els assumptes del país».
- Ennigaldi-Nanna (Bel-Shalti-Narrar) (fl. 554 aC), princesa de Babilònia.
- Dido (839 - 759 aC), princesa de Fenícia.
- Hatxepsut (Hashop) (c. 1479 - 1458 aC), reina-faraona de l'Antic Egipte.
- Khuwyt (c. 1960 aC), música de l'Antic Egipte.
- Lucrècia (Lucretia), personatge de la mitologia romana.
- Makeda, un altre nom de la Reina de Sabà.
- Mama Oclo, deessa de la mitologia inca.
- Mentouhotep (Mentuhetop), reina consort de l'Antic Egipte.
- Nefertiti, reina i Gran Esposa Reial de l'Antic Egipte.
- Nefret (Nofret), reina de l'Antic Egipte.
- Nicaula, un altre nom de la Reina de Sabà.
- Nitocris, (c. 2200 - 2190 aC), reina-faraona de l'Antic Egipte.
- Phantasia, poetessa i escriptora de l'Antic Egipte.
- Puduhepa (Puduchepa) (fl. segle xiii aC), reina dels hitites.
- Rahonem (c. 2500 aC), sacerdotessa-músic del temple.
- Semíramis, reina llegendària d'Assíria.
- Tanaquil (fl. segle VI aC), reina de Roma.
- Tetisheri (fl. segle xvi aC), reina de l'Antic Egipte
- Tiy (1398 - 1338 aC), reina i Gran Esposa Reial de l'Antic Egipte.
- Zakutu (Naqi'a) (fl. 701 - 668 aC), reina d'Assíria.

### Judit

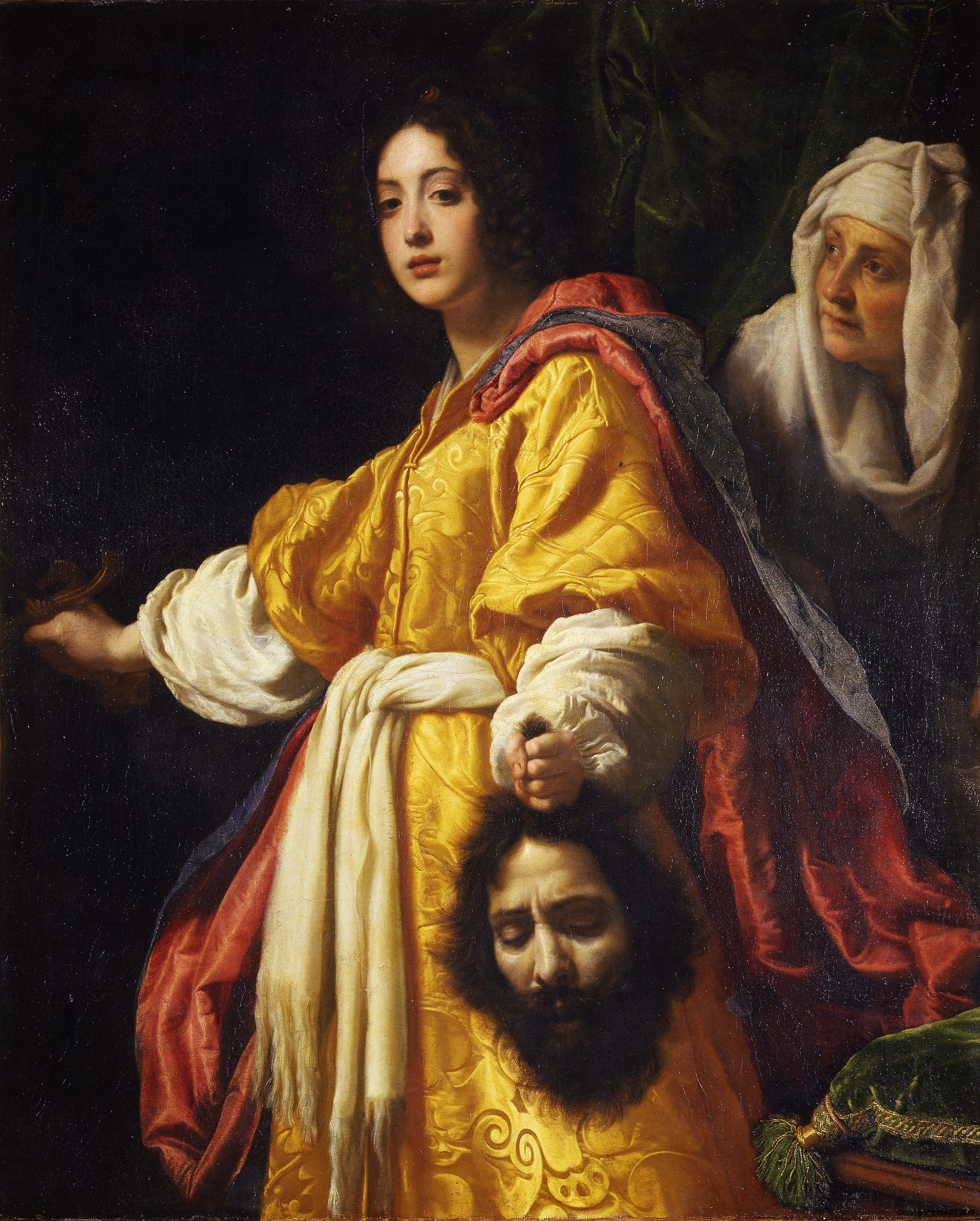
Judit amb el cap d'Holofernes

Judit (Judith) va ser una heroïna jueva que apareix al llibre bíblic del mateix nom, el Llibre de Judit. Va rebutjar l'amenaça d'una invasió assíria decapitant al general enemic Holofernes i al mateix temps va restaurar la fe del poble jueu en el poder salvador del seu Déu.
- Abigail, personatge bíblic.[3]
- Atalia (Athaliah) (c. 841 - 835 aC), personatge bíblic, reina de Judà.
- Bruriah (Beruriah) (fl. segle II), una de les poques dones catalogada com sàvia en el Talmud.
- Dèbora (Deborah) (c. 1199 - c. 1123 aC), personatge bíblic, jutgessa d'Israel.
- Ester (Esther) (fl. segle VI - V aC), personatge bíblic, reina dels perses i heroïna jueva.
- Eva (Eve), personatge bíblic, la primera dona.
- Huldà (Huldah), personatge bíblic, profeta jueva.
- Jezabel (Jezebel) (fl. segle ix aC), personatge bíblic, reina consort d'Israel.
- Lia (Leah), personatge bíblic, mare de sis dels dotze futurs caps de les tribus d'Israel.
- Lilit (Lilith), personatge bíblic (primera esposa d'Adam, anterior a Eva) i de la mitologia jueva (dimoni nocturn).
- Maacà (Maacah) (fl. 925 aC),personatge bíblic, una de les esposes del rei David i mare d'Absalom.
- Míriam (Miriam) (c. 1300 - 1270 aC), personatge bíblic, germana de Moises i d'Aaró.
- Naomi, personatge bíblic.
- Raquel (Rachel) (fl. 1600 aC), personatge bíblic, mare dels patriarques Josep i Benjamí.
- Rebeca (Rebekah) (fl. 1800 aC), personatge bíblic, mare d'Esaú i Jacob.
- Rut (Ruth) (fl. segle xii aC), personatge bíblic, rebesàvia del rei David.
- Sara (Sarah), personatge bíblic, esposa d'Abraham i mare d'Isaac.
- Sèfora (Zipporah), personatge bíblic, esposa de Moisès.[20]
- Nigromant d'Endor (Witch of Endor), personatge bíblic.
- Vashti, personatge bíblic, reina de Pèrsia.

### Safo de Lesbos

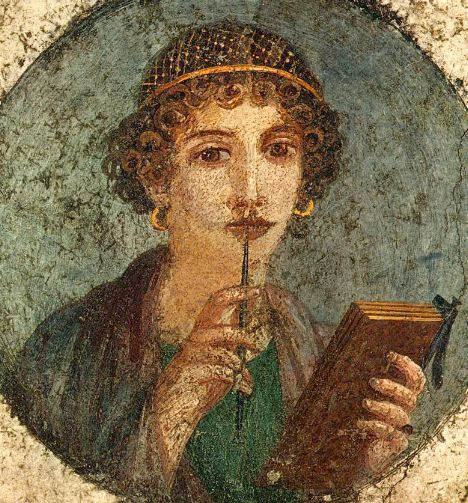
Safo

Safo de Lesbos (Sappho) va ser una poetessa de l'antiga Grècia, contemporània del poeta Alceu de Mitilene, també de Lesbos. Va ser molt famosa en l'antiguitat, però actualment només queden fragments del seu treball poètic (en particular, el Papir d'Oxyrhynchus n. 7).
- Anaxandra (Anasandra) (fl. 220 aC), artista i pintora de l'antiga Grècia.
- Ànite de Tègea (Anyte) (fl. segle iii aC), poetessa de l'antiga Grècia.[22]
- Cal·lírroe de Sició (Kora) (fl. 600 aC), pintora i escultora de l'antiga Grècia.
- Carmenta, deessa de la mitologia romana.
- Cleobulina de Lindos (Cleobuline), poetessa de l'antiga Grècia.
- Corinna (Corinna of Tanagro) (fl. segle v aC), poetessa de l'antiga Grècia.
- Cresiles (Cresilla) (480 - 410 aC), escultor de l'antiga Grècia; era en realitat un home i es va incloure erròniament a The Dinner Party.[23]
- Erinna (fl. segle VI aC), poetessa de l'antiga Grècia.
- Helena (fl. 333 aC), pintora de l'antiga Grècia.
- Lal·la o Iaia de Cízic (fl. 74 aC), pintora de la Grècia romana
- Manto, personatge de la mitologia grega. Pitonissa.
- Megalostrata, poetessa espartana.
- Mero (Moero of Byzantium), poetessa romana d'Orient.
- Mírtida d'Antèdon (Myrtis of Anthedon) (fl. segle VI aC) poetessa de l'antiga Grècia.
- Nanno (c. 630 - 600 aC), música de l'antiga Grècia.
- Neobule, noia esmentada a la poesia d'Arquíloc (segle VII aC).[24]
- Nossis (fl. 310 aC), poetessa de l'antiga Grècia.
- Penthelia, sacerdotessa-música de l'antic Egipte.
- Praxil·la (Praxilla) (fl. segle v aC) poetessa lírica de l'antiga Grècia.
- Timàreta (Timarete) (fl. 420 aC), pintora de l'antiga Grècia.

### Aspàsia de Milet

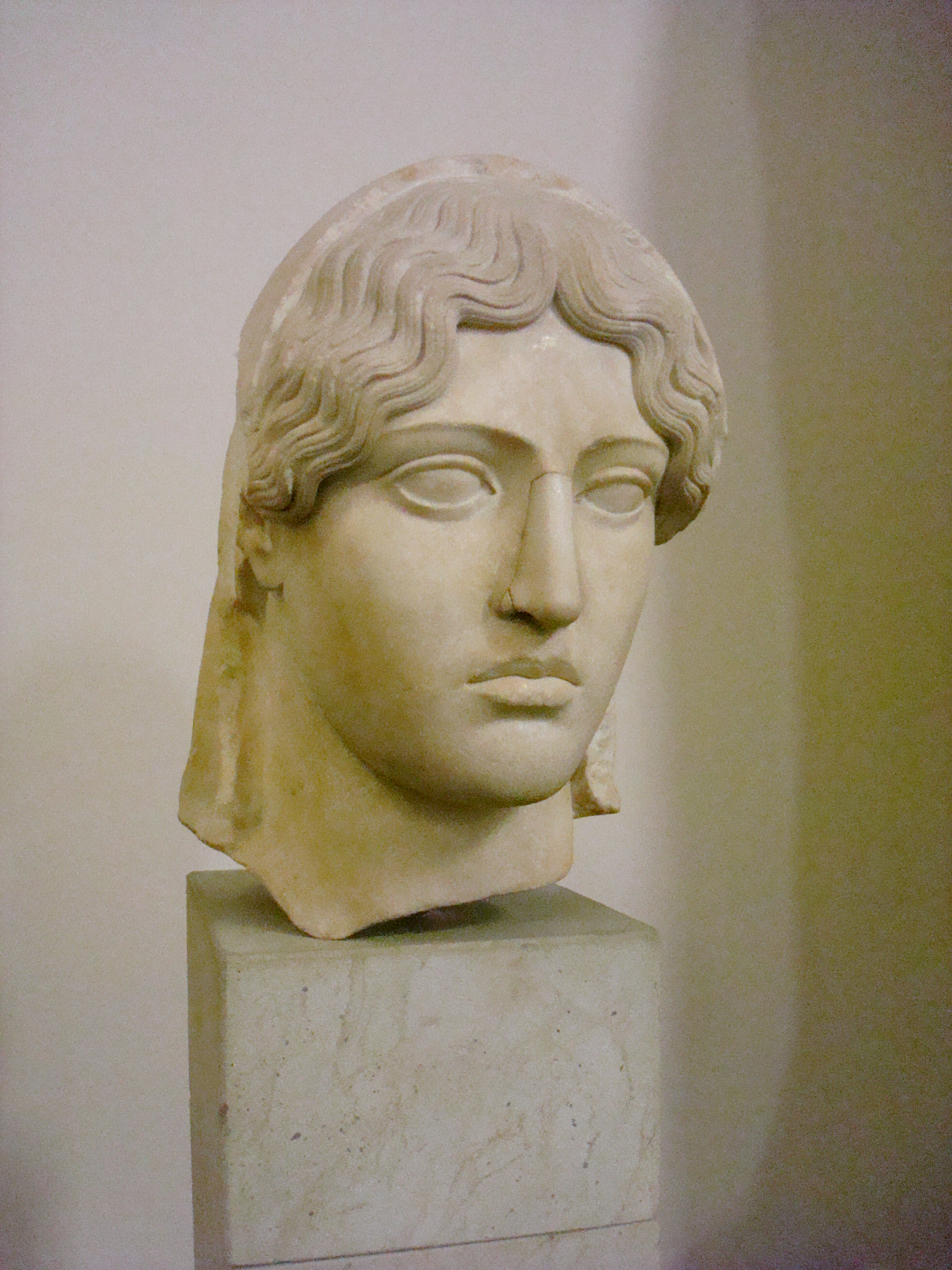
Aspàsia de Milet

Aspàsia de Milet (Aspasia) va ser una filòsofa, erudita, hetaira grega i companya de Pericles. Cortesana culta, va atreure el respecte de la majoria dels grans homes del seu temps, principalment de Pericles i Sòcrates, i va adquirir una gran influència sobre la política atenesa del seu temps. Es mencionada als escrits de Plató, Aristòfan i Xenofont, entre d'altres.
- Aglaonice (fl. segle I aC), astrònoma i filòsofa de l'antiga Grècia.
- Agnòdice (Agnodice) (fl. segle iv aC), metgessa i ginecòloga de l'antiga Grècia.
- Arete de Cirene (Arete of Cyrene) (fl. 400 aC), filòsofa de l'antiga Grècia.
- Aristòclia (Aristoclea) (fl. segle VI aC), sacerdotessa de Delfos.
- Aspàsia de Milet (Aspasia of Athens) (c. 470 - c. 400 aC), filòsofa, erudita, hetaira de l'antiga Grècia.
- Axiotea de Fliunt (Axiothea) (fl. c. 350 aC), filòsofa de l'antiga Grècia.
- Cinisca (Cynisca) (fl. 430 aC), esportista de cursa de carros de cavalls de l'antiga Grècia.
- Damo (segle VI - segle v aC), filòsofa i matemàtica de l'antiga Grècia.
- Diotima, personatge que apareix en El banquet de Plató.
- Elpinice (segle v aC), aristòcrata de l'antiga Grècia.
- Euryleonis (Euryleon) (f. 370 aC), esportista de cursa de carros de cavalls de l'antiga Grècia.
- Hipàrquia (Hipparchia) (c. 350 - c. 280 aC), filòsofa de l'antiga Grècia.
- Hippo (fl. segle v aC), heroïna de l'antiga Grècia.
- Làmia (Lamia) (340 - 303 aC), hetaira de l'antiga Grècia.
- Leòncia (Leontium) (segle IV aC), filòsofa i hetaira de l'antiga Grècia.
- Nicòbula (Nicobule) (f. segle v aC), historiadora de l'antiga Grècia.
- Periccíone (Perictione) (segle v - segle iv aC), filòsofa de l'antiga Grècia.
- Phile (fl. c. 50 aC), benefactora i magistrada de l'antiga Grècia.
- Salpe, escriptora i llevadora de l'antiga Grècia.
- Telèsil·la (Tesilla) (f. c. 510 aC), poetessa de l'antiga Grècia.
- Teano (Theano) (segle VI aC), filòsofa de l'antiga Grècia.
- Teòclia (Theoclea), un altre nom d'Aristòclia.

### Boudica

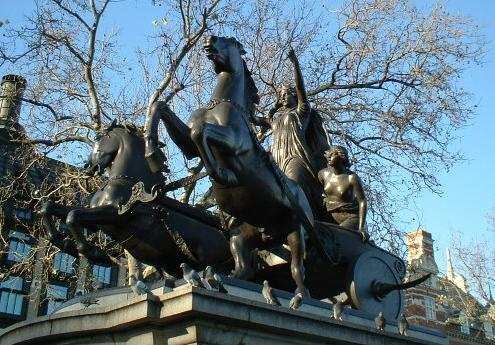
Boudica

Boudica (Boadaceia) va ser la reina dels Iceni al segle i aC, un poble britànic-romà que vivia a l'actual regió de Norfolk. Va ser l'esposa de Prasutagos.
- Aretàfila de Cirene (Aretaphilia of Cyrene) (fl. segle ii aC), aristòcrata de l'antiga Grècia.
- Arsínoe II (Arsinoe II) (c. 316 - c. 250 aC), reina de Tràcia, Macedònia i Egipte.
- Artemísia I de Cària (Artemisia I) (segle v aC), reina d'Halicarnàs, Kos, Nisiros i Calidna.
- Artemísia II de Cària (Artemisia II) (fl. 350 aC), reina de Cària.
- Basilea, personatge de la mitologia grega, primera reina de l'Atlàntida.
- Brunilda (Brynhild), skjaldmö i valquíria de la mitologia germànica.
- Cartimandua (Cartismandua) (fl. 43 - 69), reina dels brigants de Britànnia.
- Cleòpatra VII (Cleopatra) (51 - 30 aC), última reina d'Egipte.
- Cinana (Cynane) (fl. segle iv aC), germanastra d'Alexandre el Gran.
- Eachtach, personatge de la mitologia irlandesa.
- Macha (Macha of the Red Tresses), deessa de la mitologia celta.
- Meave, personatge de la mitologia irlandesa, deessa i reina de Connacht.
- Medb (Medb of Connacht), deessa de la mitologia irlandesa.
- Muirgel (fl. 882), heroïna irlandesa.
- Olímpia de l'Epir (Olympias) (375 - 316 aC), reina de Macedònia.
- Quiomara (Chiomarra) (fl. segle ii aC), reina de Galàcia.
- Salomé Alexandra (Alexandra of Jerusalem) (140 - 67 aC), regent i reina de Judea.
- Tomiris (fl. segle VI aC), reina dels massagetes.
- Veleda (fl. segle I), sacerdotessa i profeta de la tribu dels brúcters.
- Zenòbia (Zenobia) (240 - 275), reina de Palmira.[27]

### Hipàcia

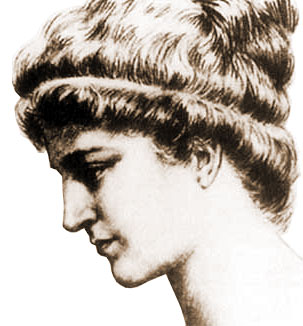
Hipàcia

Hipàcia (Hypatia) va ser una matemàtica i filòsofa alexandrina que va liderar l'escola neoplatònica d'Alexandria. Va ser assassinada pels cristians el 415, desmembrada i cremada. Els textos sobre ella sovint són contradictoris, les fonts són sovint posteriors o molt orientades, i la seva mort violenta va ser escrita.
- Àgata de Catània (Agatha) (c. 231- c. 251), màrtir i santa cristiana.
- Bàrbara de Nicomèdia (Barbara) (fl. segle III), màrtir i santa cristiana.
- Blandina (fl. segle II), màrtir i santa cristiana.
- Caterina d'Alexandria (Catherine) (c. 282 - c. 305), santa i màrtir cristiana.
- Clòdia (Clodia) (94 - 45 aC), patrícia romana.
- Cornèlia Escipiona Menor (Cordelia Gracchi) (189 - 110 aC), patrícia romana.
- Cornèlia Scipio (Cordelia Scipio) (48 - 18 aC), patrícia romana.
- Emília Hilària (Aemilia) (c. 300 – c. 363), metgessa gal·loromana.[29]
- Epicaris (Epicharis) (fl. segle I), liberta romana.
- Filotis, personatge de la mitologia romana, esclava i heroïna.
- Hestiaea (fl. 250 aC), matemàtica i escriptora de l'antiga Grècia.
- Hortènsia (Hortensia) (fl. 42 aC), oradora romana.
- Ima Shalom (Shalom) (segle i), personatge del Talmud.
- Laya, variant del nom de la pintora Lal·la o Iaia.
- Metrodora (fl. segle III), metgessa grega.
- Pàmfila (Pamphile) (fl. segle I), historiadora romana.
- Sulpícia (segle I aC), poetessa romana.

## Ala II

### Marcel·la de Roma

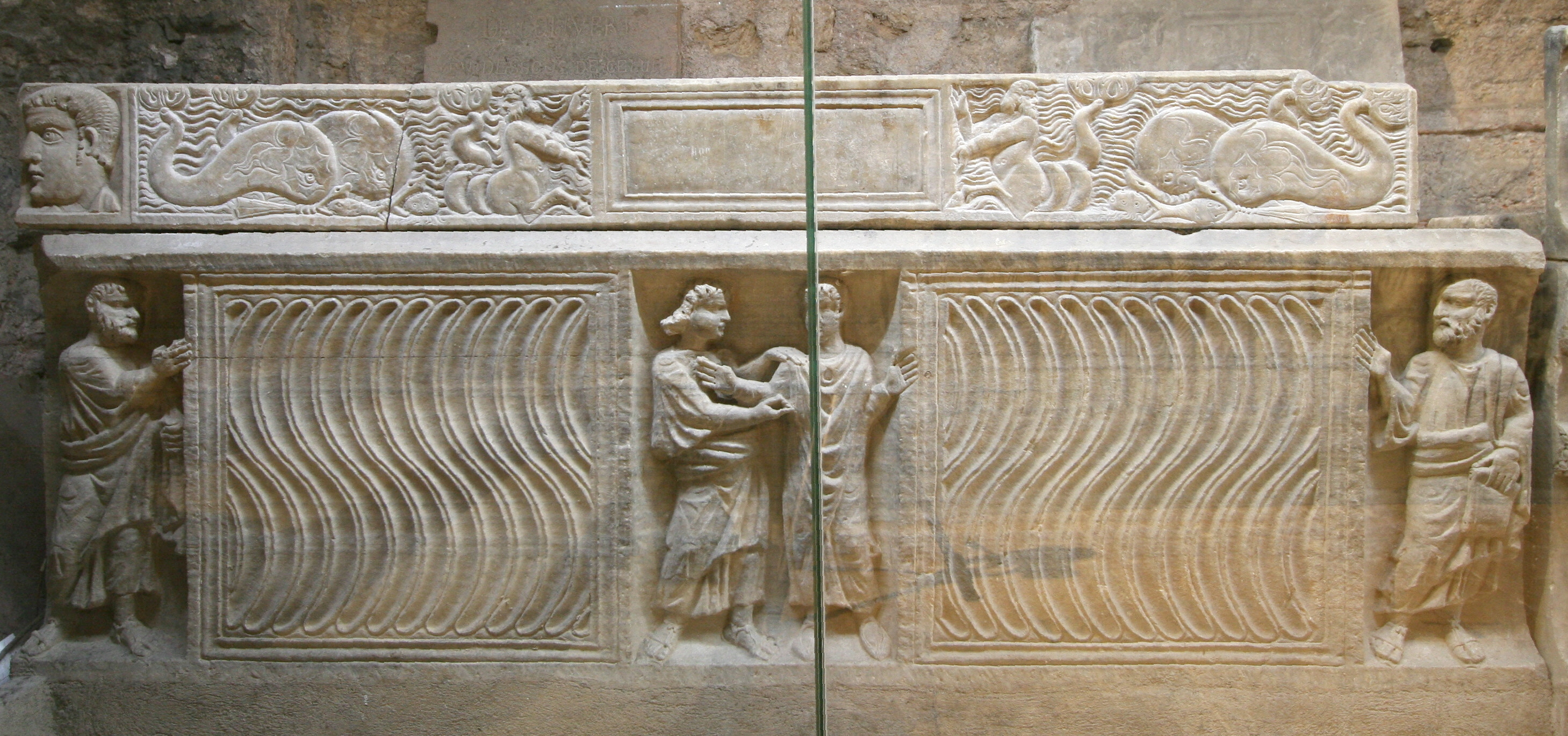
Segons la llegenda, el cos de Santa Marcel·la descansa en aquesta tomba, a la Basílica de Sainte-Marie-Madeleine de Saint-Maximin-la-Sainte-Baume, França

Marcel·la de Roma (Marcella) va ser una noble de Roma, que va viure al segle v i que es va convertir al cristianisme. Com que era una de les persones més afortunades i influents de la ciutat, ningú es va atrevir a criticar-la ni enfrontar-se a ella. Se sap que va tenir un paper important en la base del monaquisme cristià.
- Agripina I (Agrippina I) (14 aC - 33 dC), noble romana.[31][32]
- Agripina II (Agrippina II) (15 - 59), emperadriu romana.
- Anastàsia (Anastasia) (295 - c. 400), noble romana.
- Caelia Macrina (fl. 150), patrona de la comunitat romana.
- Dorques (Dorcas) (fl. segle I), personatge bíblic, deixeble de Jesucrist.
- Eustochium (368 - 420), abadessa i santa cristiana.
- Fabiola de Roma (Fabiola) (fl. segle IV), noble romana i santa cristiana.
- Gal·la Placídia (Galla Placida) (388 - 400), personatge important en la política romana.
- Helena de Constantinoble (Flavia Julia Helena) (c. 250 - c. 330), emperadriu romana i santa cristiana.
- Júlia Domna (Julia Domna) (c. 170 - 217), emperadriu romana.
- Júlia Mesa (Julia Maesa) (165 - 224), noble romana.
- Júlia Mamea (Julia Mamaea) (180 - 235), noble romana.
- Lívia Drusil·la (Livia Drusila) (58 aC - 29 dC), emperadriu romana.
- Lydia de Tiatira (Lydia) (fl. segle I), personatge bíblic, primera conversa al cristianisme documentada a Europa.
- Macrina la Jove (Macrina) (324 - 389), cristiana grega i santa.
- Marcel·lina (Marcellina) (c. 330 - c. 398), santa cristiana.
- Maria de Betània (Mary of Bethany) (fl. segle I), personatge bíblic.
- Maria Magdalena (Mary Magdalene) (fl. segle I), personatge bíblic, deixeble de Jesucrist i santa cristiana.
- Marta de Betània (Martha of Betany) (fl. segle I), personatge bíblic, santa cristiana.
- Octàvia Menor (Octavia) (69 - 11 aC), noble romana.
- Paula de Roma (Paula) (347 - 406), noble romana i santa cristiana.
- Phoebe (fl. segle I), diaconessa i santa cristiana.
- Pompeia Plotina (Plotina) (65 - 121), emperadriu romana.
- Pòrcia Cató (Porcia) (fl. segle I aC), patrícia romana.
- Priscil·la i Àquila (Priscilla), personatge bíblic, jueva convertida al cristianisme i santa cristiana.

### Brígida d'Irlanda

Brígida d'Irlanda

Brígida d'Irlanda (Saint Bridget) és una santa de les Esglésies Catòlica i Ortodoxa. És patrona d'Irlanda, junt amb Patrici d'Irlanda i Colomba d'Iona.
- Bisina (Basine) (fl. 440), reina de Turíngia.
- Brigh Brigaid (fl. 50), jutgessa celta.
- Cambra (fl. segle iv), reina dels britons.
- Escolàstica de Núrsia (Scholastica) (fl. 480), monja i abadessa d'un primitiu monestir per a dones, potser la primera.
- Eugènia de Roma (Eugenia) (fl. 258), màrtir cristiana de l'Antiga Roma.
- Genoveva de París (Genevieve) (fl. 419), patrona de París i santa en l'Església Romana i Ortodoxa.
- Llúcia de Siracusa (Lucy) (fl. 283), jove màrtir cristiana que va morir durant la persecució de Dioclecià.
- Martia Proba, personatge mític, tercera reina dels britons.
- Maximil·la (Maximilla) (fl. segle ii), una dels fundadores i profetes del Montanisme, un moviment primerenc cristià.
- Sílvia d'Aquitània (Sylvia) (fl. segle iv), abadessa i santa cristiana.
- Tecla d'Iconi (Thecla) (fl. segle ii), santa de la primitiva església catòlica.

### Teodora

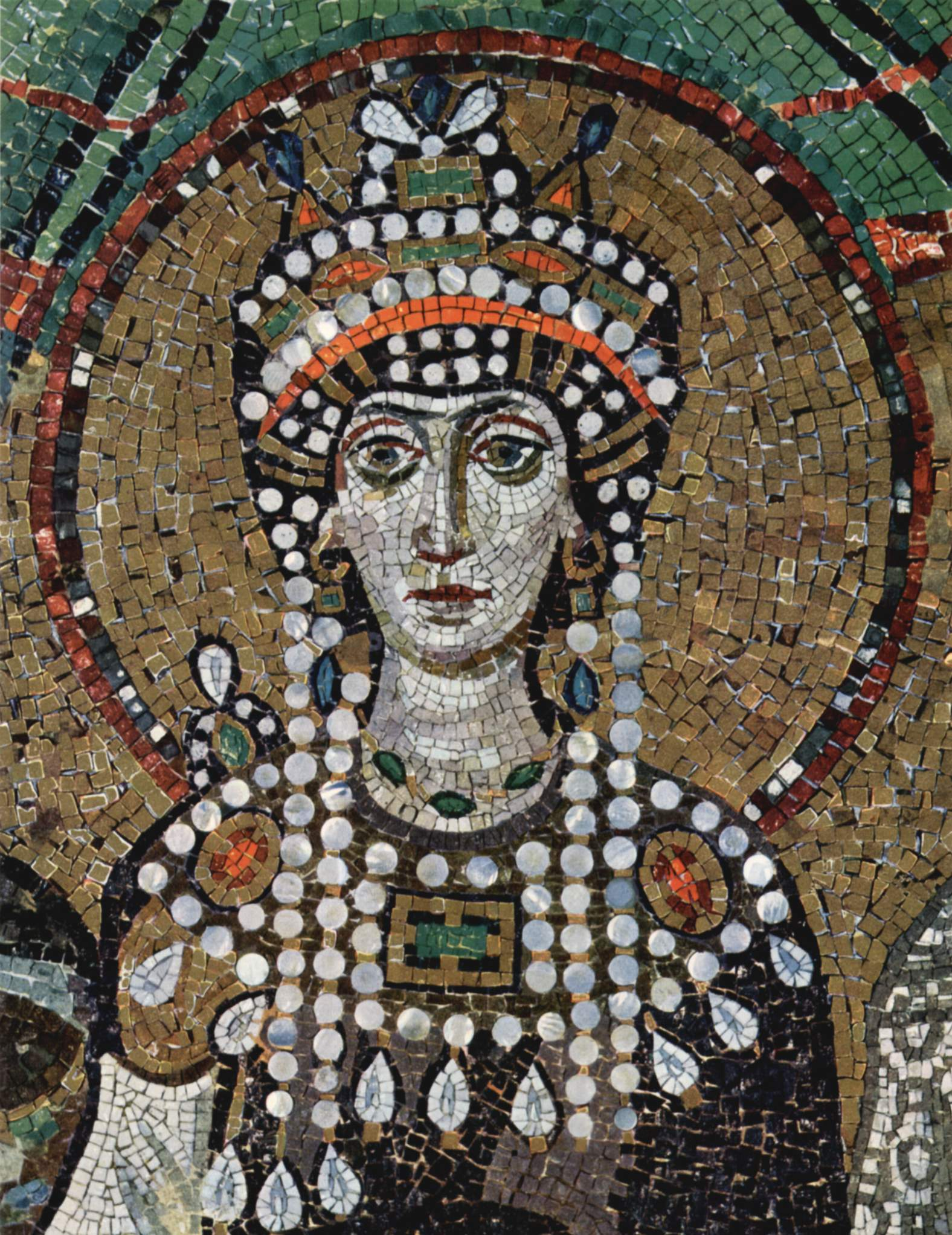
Teodora. Mosaic a Basílica de Sant Vidal de Ravenna

Teodora (Theodora) va ser emperadriu de l'Imperi Romà d'Orient i esposa de Justinià. D'origen humil, sembla que era la filla d'Acacius, un entrenador d'os del circ de Constantinoble. Abans de convertir-se en la amant del futur emperador Justinià va ser, segons Procopi de Caesarea, ballarina i cortesana.
- Adelaida de Borgonya
- Æthelflæd
- Anna Comnena
- Anna Dalassena Comnè
- Bathilda d'Ascània
- Berta de Kent
- Brunequilda
- Clotilde de Borgonya
- Danielis
- Èlia Eudòxia
- Engelberga de Spoleto
- Etelburga de Wessex
- Eudòxia Augusta
- Fredegunda
- Irene d'Atenes
- Leoparda
- Matilde de Saxònia
- Olga de Kíev
- Olímpia la diaconessa
- Pulquèria
- Radegunda
- Teodolinda
- Teodora
- Teodora III
- Princesa Wanda
- Zoè Porfirogènita

### Roswitha de Gandersheim

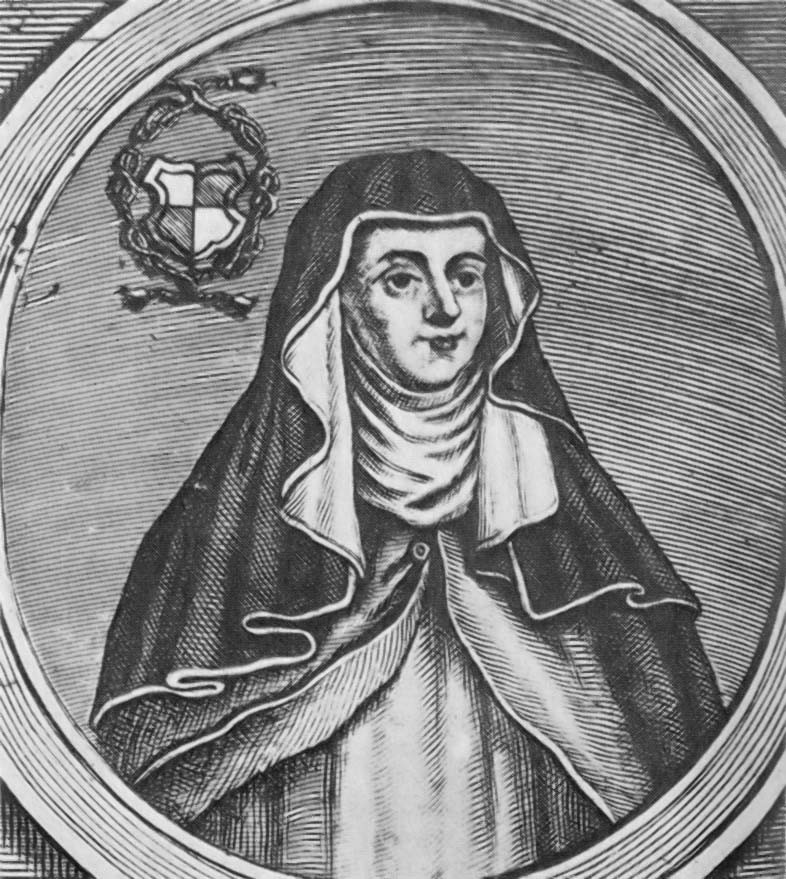
Roswitha de Gandersheim

Roswitha de Gandersheim (Hrosvitha) poetessa i canongessa alemanya que escrivia en llatí. Entre 967 i 968 va escriure una epopeia sobre el regnat d'Otto I. Al voltant del 970, va compondre la història de l'abadia de Gandersheim, Primordia coenobii Gandeshemensis, en poc més de sis-cents versos hexamètrics. També va escriure de vuit hagiografies i una vida de la Mare de Déu en vers. Les seves sis obres de teatre, inspirades en el poeta llatí Terenci, les úniques de l'Alta Edat Mitjana, la fan especialment singular.
- Agnès II de Quedlinbourg
- Àïxa
- Atanàsia d'Aegina
- Ava de Melk
- Bathilda d'Ascània
- Baudonívia
- Bega d'Andenne
- Berta de França
- Berta de Laon
- Bertille de Chelles
- Claricia
- Dame Carcas
- Diemode
- Duoda
- Eadburh
- Eanswith
- Ebba
- Elisabeth Stagel
- Ende
- Ethelberga de Kent
- Ethylwyn
- Gertrudis de Nivelles
- Gisela de Chelles
- Gisela de Kerzenbroeck
- Gormlaith
- Guda
- Herlinda de Maaseik
- Hilda de Whitby
- Hygeburg
- Joanna de Lothen
- Liadain
- Lubna
- Lila de Granada
- Lioba
- Mabel of Bury St. Edmunds
- Maria Alphaizuli
- Maryann, és la mateixa persona que Maria Alphaizuli.
- Relinda de Maaseik
- Thoma[36]
- Uallach ingen Muinecháin
- Wal·lada

### Trotula de Ruggiero

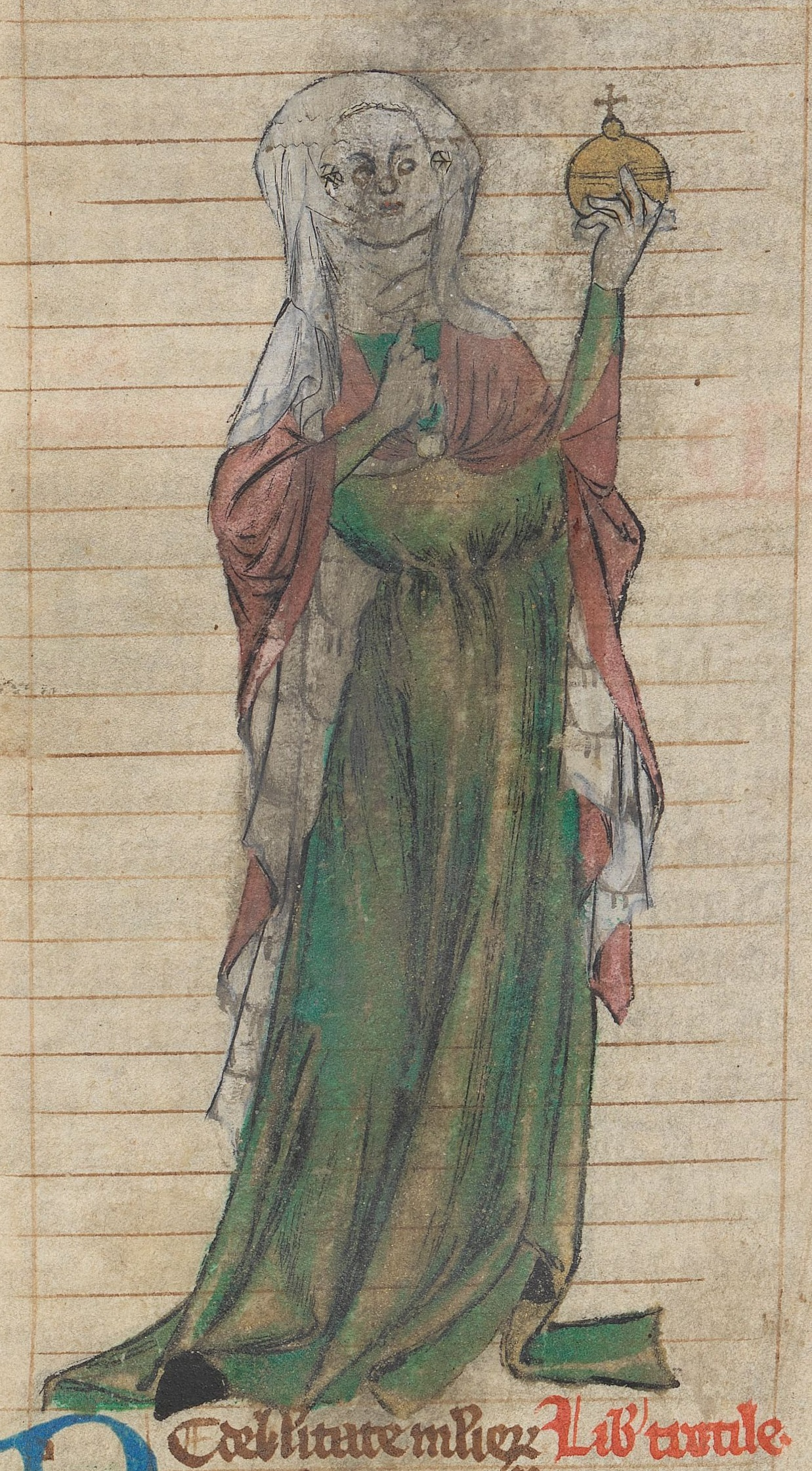
Trotula de Ruggiero

Trotula de Ruggiero (Trotula) va ser una metgessa de Salern, probablement del segle xi. Se li atribueixen diversos llibres escrits en llatí sobre la salut de les dones, incloent-hi malalties, tractaments i cosmètica per a dones. Durant l'Edat Mitjana i més tard, aquests textos eren una font d'informació ginecològica essencial.
- Abella de Salern
- Adelberger
- Ageltrude de Benevento
- Aloara
- Berta de Sulzbach
- Bettisia Gozzadini
- Constança I de Sicília
- Engelberga de Spoleto
- Eteldreda
- Francesca de Salerno
- Odila de Hohenbourg
- Papessa Joana
- Raquel
- Sarah de Saint-Gilles
- Stéphanie de Montaneis
- Teodora (senatrix)
- Urraca de Portugal
- Valpurga de Heidenheim

### Elionor d'Aquitània

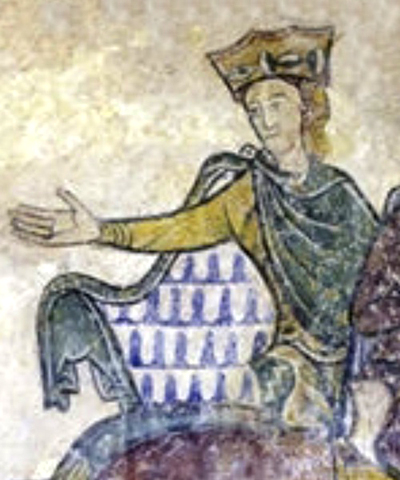
Elionor d'Aquitània

Elionor d'Aquitània (Eleanor of Aquitaine) va ser reina de França i d'Anglaterra, revertint així l'equilibri del poder aportant les seves terres a un i després a l'altre dels dos sobirans. A la cort d'Aquitània promou l'expressió poètica dels trobadors en llengua d'oc. Des del seu primer matrimoni, durant el qual va participar en la Segona Croada, va tenir un paper polític important a Occident.
- Adela d'Anglaterra
- Adelaida de Susa
- Agnès d'Aquitània (emperadriu consort)
- Almucs de Castelnau
- Barbe de Verrue
- Beatriu de Dia
- Berenguera de Castella
- Blanca de Castella i d'Anglaterra
- Dervorguilla de Galloway
- Edith de Wessex
- Havisa d'Aumale
- Isabella de Forz
- Joana I de Navarra
- Lady Beatrix; identitat no confirmada
- Lady Godiva
- Margaret de Lincoln
- Margarida d'Anglaterra
- Maria, mare de Jesús
- Maria de Champagne
- Marie de France
- Maria de Ventadorn
- Matilde d'Escòcia
- Matilde de Flandes
- Matilde de Canossa
- Melisenda de Jerusalem
- Subh (Sobeya)
- Tibors de Sarenom
- Violant de Bar

### Hildegarda de Bingen

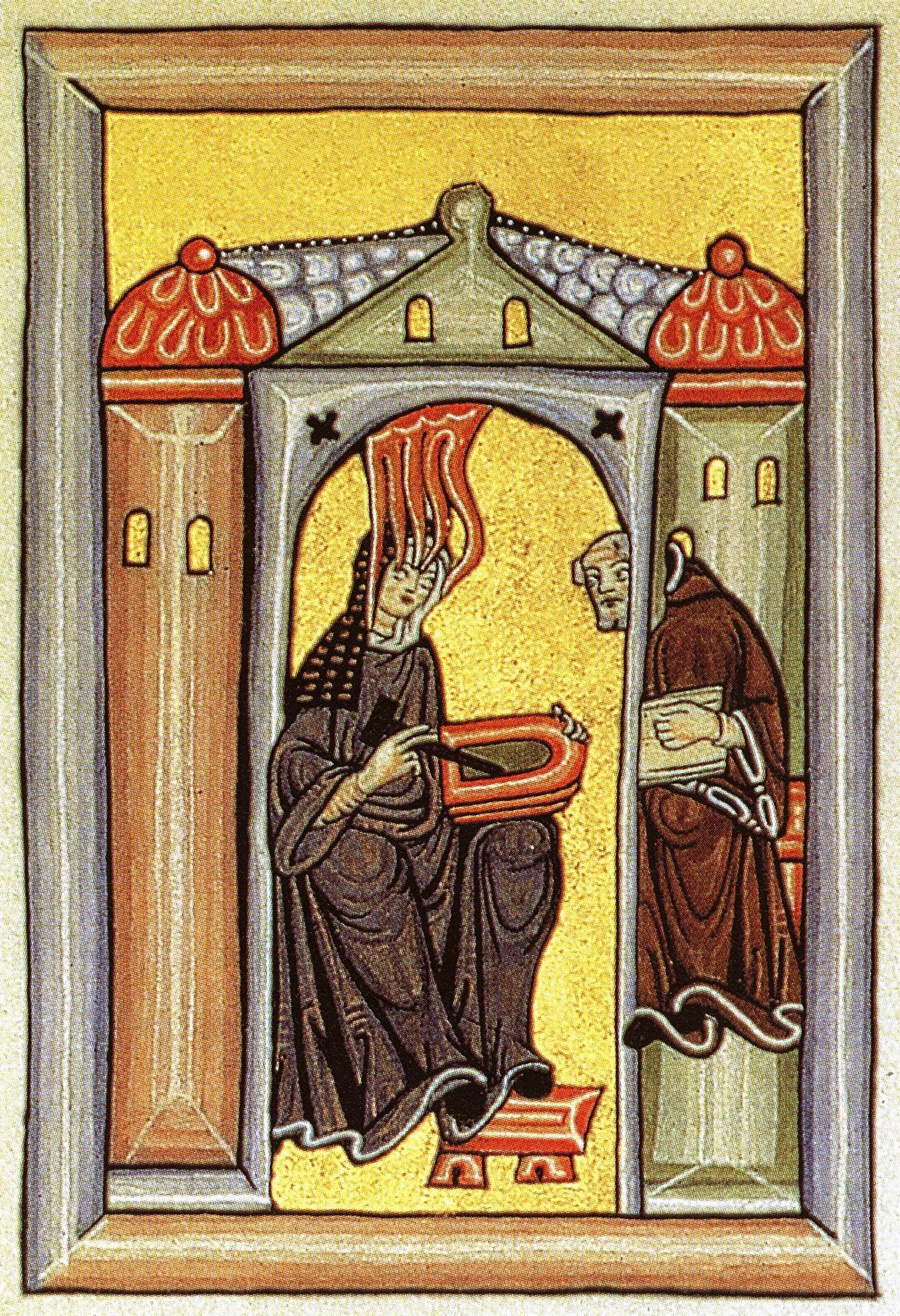
Hildegarda de Bingen

Hildegarda de Bingen (Hildegarde of Bingen) va ser una religiosa benedictina, mística, compositora i escriptora del Ducat de Francònia del segle xii. És la quarta dona doctora de l'Església després de Catalina de Siena, Teresa d'Àvila i Teresa de Lisieux. Aquest reconeixement és el més alt de l'Església catòlica, afirmant així la seva vida exemplar i també els escrits d'Hildegarde com a model per a tots els catòlics.
- Agnès de Bohèmia
- Agnès d'Harcourt
- Alpaïs de Cudot
- Anna de Bohèmia
- Berenguera de Navarra
- Brígida de Suècia
- Caterina de Siena
- Clara d'Assís
- Cunegunda de Luxemburg
- Douceline de Digne
- Eduvigis d'Andechs
- Elisabet d'Hongria
- Elisabet de França i Castella
- Elisabet de Schönau
- Finola O'Donnell
- Gertrudis d'Helfta
- Gertrudis de Hackeborn
- Heloïsa
- Herrada de Landsberg
- Ivette de Huy
- Juliana de Norwich
- Jutta von Sponheim
- Las Huelgas, identitat no confirmada.[40]
- Loretta de Braose
- Magistra Hersend
- Margarida d'Hongria
- Margarida de Borgonya
- Matilde de Hackeborn
- Matilde de Magdeburg
- Phillipe Auguste; identitat no confirmada.[41]
- Rosalia de Palerm
- Teresa de Jesús

### Petronilla de Meath

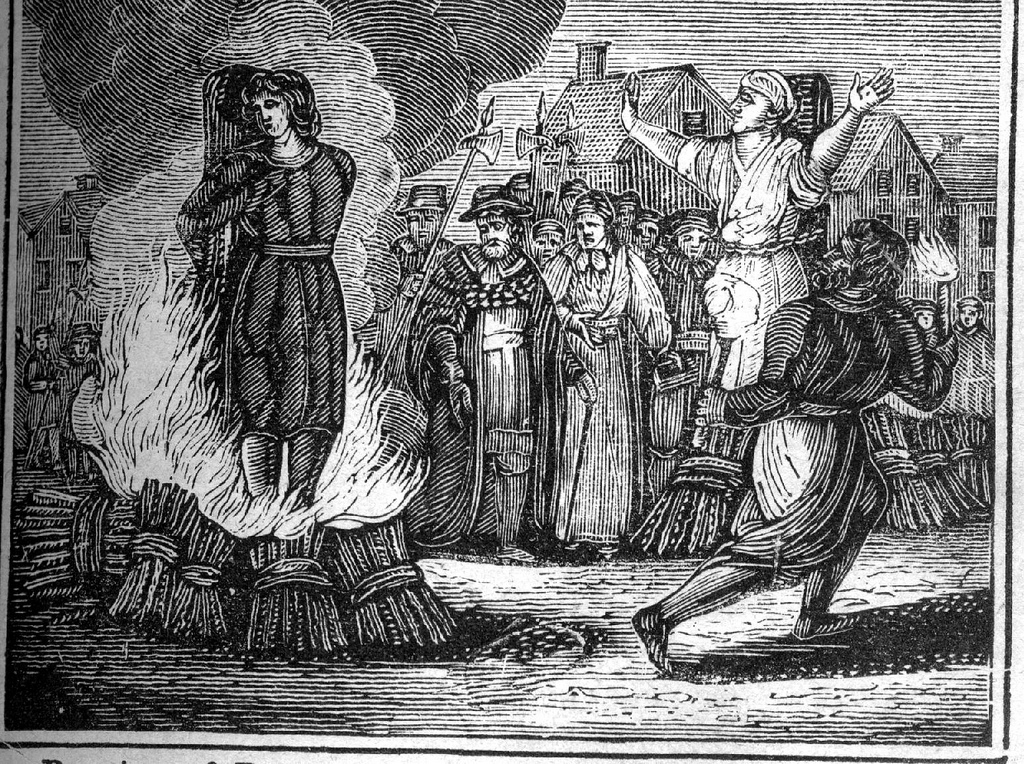
Il·lustració del de l'execució d'una bruixa

Petronilla de Meath (Petronilla de Meath) va ser una donzella irlandesa condemnada a mort per bruixeria el 1324. Estava al servei de la dama irlandesa Alice Kyteler que, quan va morir el seu quart marit, va ser acusada de practicar bruixeria i Petronilla va ser acusada de ser la seva còmplice.
- Agnes Sampson
- Agnes Waterhouse
- Alice Kyteler
- Alice Samuel
- Ann Glover
- Anna Maria Schwegelin
- Anne Redfearne
- Angéle de la Barthe
- Catherine Deshayes
- Elizabeth Southern
- Geillis Duncan
- Gertrud Svensdotter
- Guglielma de Bohême
- Jacoba Félicié
- Jane Weir
- Joana d'Arc
- Madeleine de Demandolx de la Palud
- María de Zozaya
- Maria Salvatori
- Margaret Jones
- Margarida Porete
- Margery Jourdemayne
- Piéronne la Bretonne
- Tituba[43]
- Ursula Kemp

### Christine de Pisan

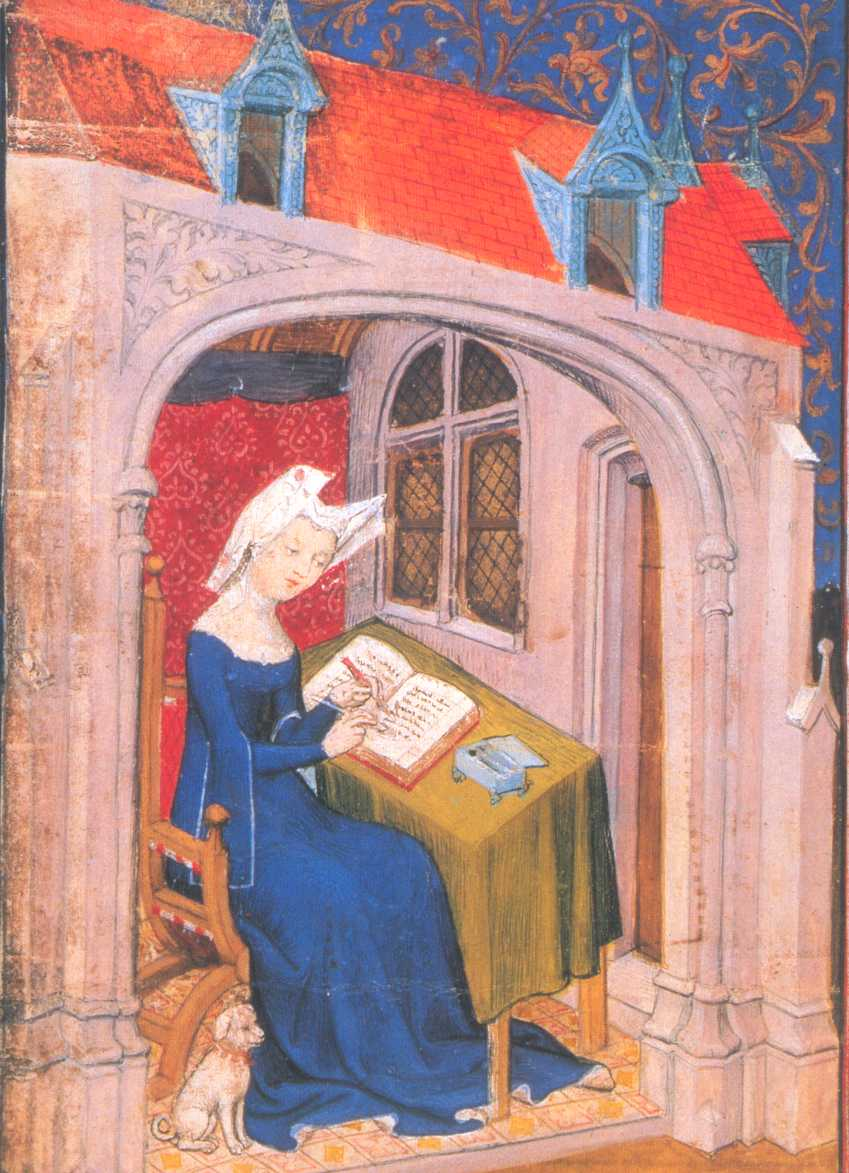
Christine de Pisan

Christine de Pisan (Christine de Pisan) va ser una filòsofa i poetessa francesa d'origen italià. Es considerada com la primera escriptora francesa que vivia de les seves obres. La seva erudició la distingeix d'escriptors del seu moment, homes o dones. Vídua i indigent, va haver de guanyar-se la vida escrivint tractats sobre política i filosofia, i col·leccions de poemes. Autora molt prolífica, es va retirar a un convent al final de la seva vida, on va escriure un Ditié de Jeanne d'Arc. També va escriure, entre altres obres, Cent ballades d'amant et de dame i la Cité des dames. El seu gran treball es va fer entre 1400 i 1418.
- Agnes Randolph, Comtessa de Dunbar.
- Àngela Merici
- Aliénor de Poitiers
- Anastaise
- Beatriz Galindo
- Bourgot
- Clara Hatzerlin
- Cobhlair Mor
- Francisca de Nebrija
- Ingrid Persdotter
- Isotta Nogarola
- Jane Anger
- Juliana Berners
- Maddalena Buonsignori
- Marfa Borétskaia, Martha Baretskaya.
- Margaret Beaufort
- Margaret O'Connor
- Margaret Paston
- Margaret Roper
- Margareta Karthauserin
- Margery Kempe
- Moderata Fonte
- Rose de Burford
- Teresa de Cartagena

### Isabel d'Este

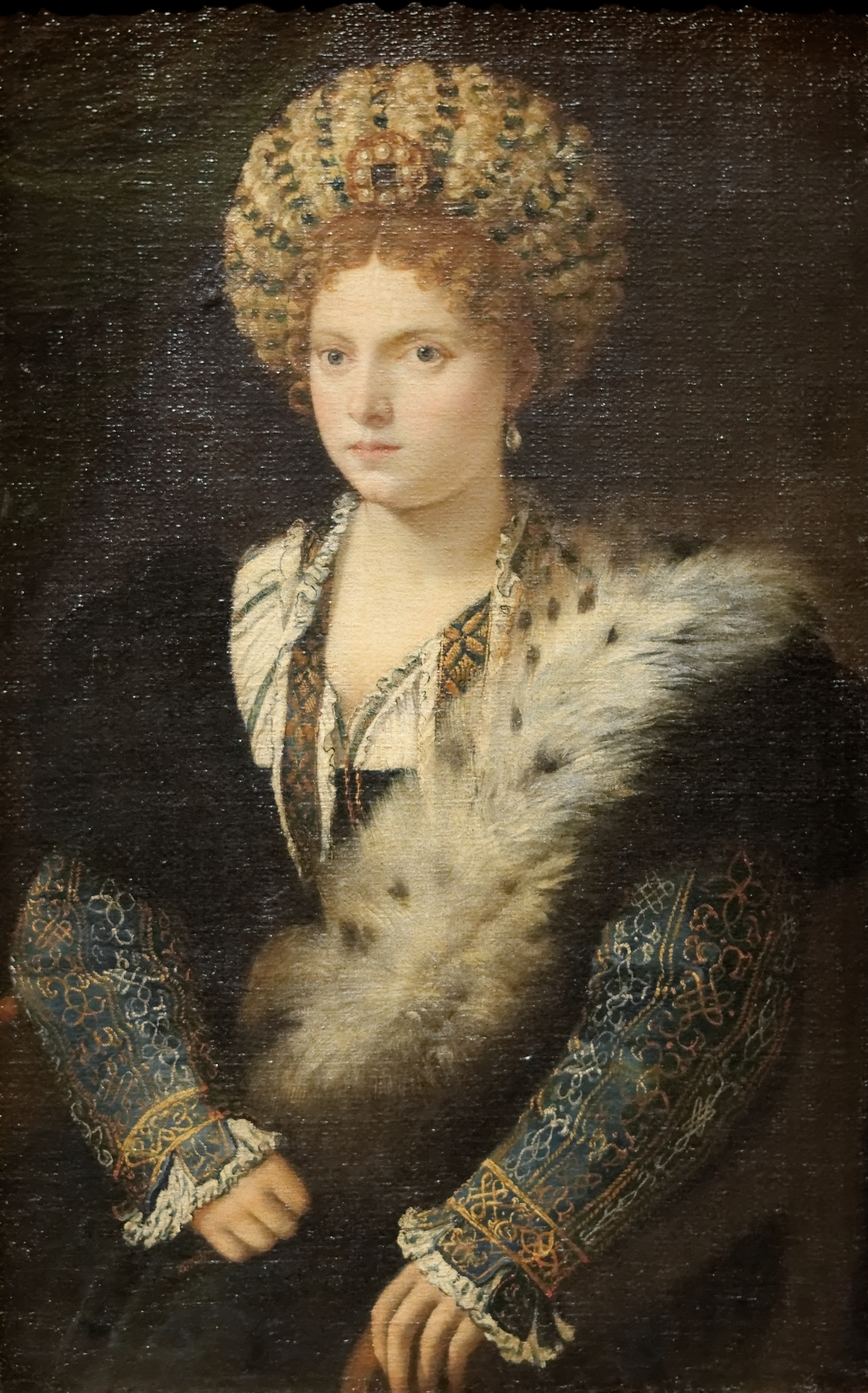
Isabela d'Este

Isabel d'Este (Isabella d'Este) va ser una noble italiana, una de les principals dones del Renaixement italià i una figura de protagonisme cultural i polític. Vinculada pel seu alt origen i pel matrimoni amb la gran noblesa espanyola, va romandre famosa en la història com la Primera Dama del Renaixement.
- Alessandra Giliani[46][47]
- Agnès Sorel
- Annabella Drummond
- Anna de Bretanya
- Anna de França
- Barbara Strozzi
- Battista Malatesta
- Cassandra Fidelis
- Caterina Cornaro
- Caterina Sforza
- Caterina de Gènova
- Dorotea Bucca
- Elizabetta Gonzaga
- Francesca Caccini
- Gaspara Stampa
- Isabel de Lorena
- Isabella Andreini
- Isabella Cortese
- Joana de Flandes
- Laura Battiferri
- Laura Cereta
- Lucrècia Borja
- Lucrècia Tornabuoni
- Maria de Mèdici
- Matilda d'Alemanya
- Matilde d'Artois
- Novella d'Andréa
- Olimpia Fulvia Morata
- Tarquinia Molza
- Tullia d'Aragona
- Veronica Gambara
- Violant d'Aragó
- Vittoria Colonna

### Elisabet I d'Anglaterra

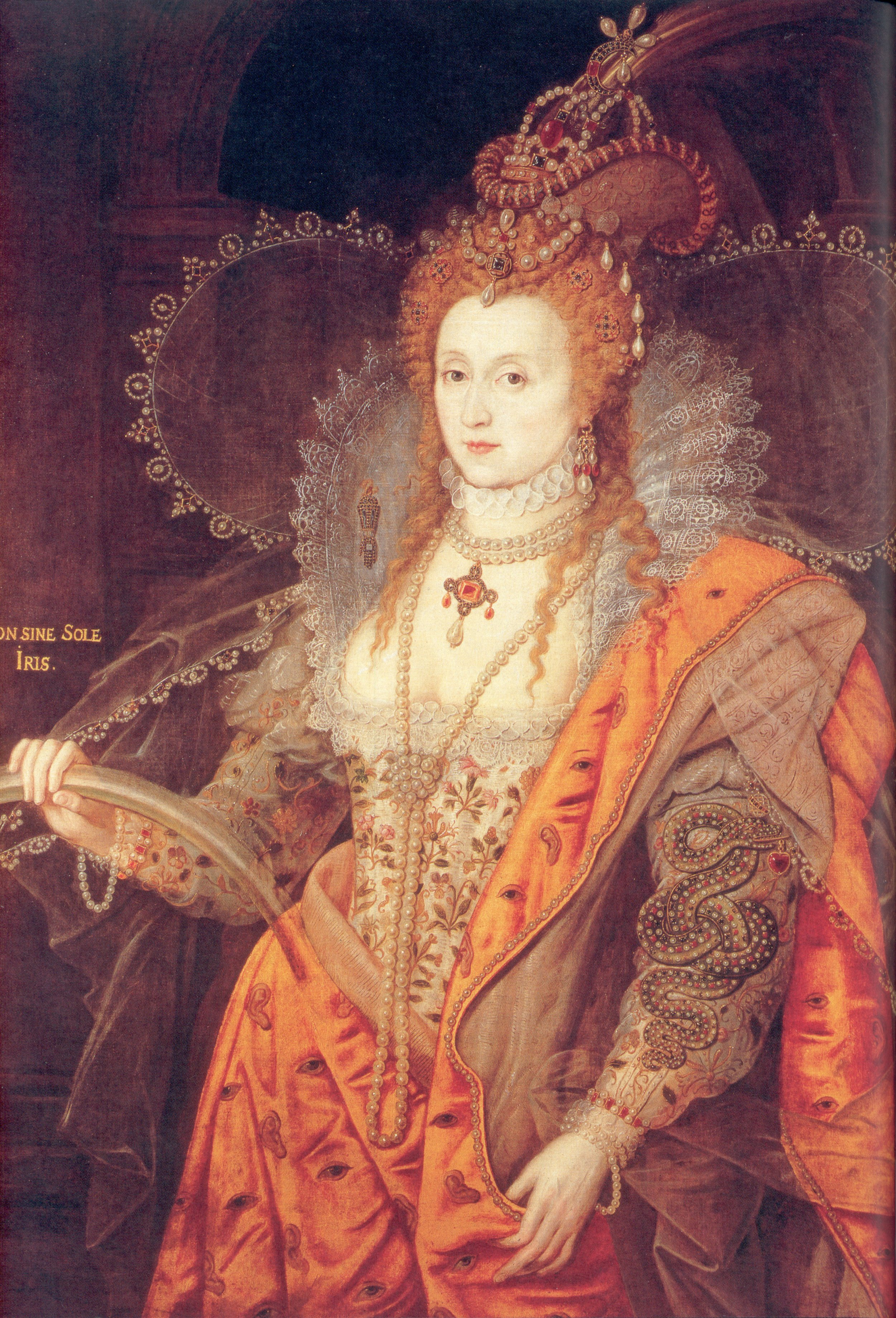
Elisabet I d'Anglaterra

Elisabet I d'Anglaterra (Elizabeth R.) va ser reina d'Anglaterra i Irlanda des de 1558 fins a la seva mort. El seu Acord religiós elisabetià va evoluciona per esdevenir l'Església d'Anglaterra. Elizabet mai no es va casar, extingint el llinatge dels Tudor, i es va fer famosa per la seva virginitat. Políticament va ser la més moderada de la seva família; ella va ser religiosament tolerant i no va fer cap persecució religiosa. El 1570, el Papa la va excomunicar i va permetre que els seus súbdits ja no l'obeïssin. L'era isabelina s'associa amb el florent teatre anglès, representat per William Shakespeare i Christopher Marlowe, i la destresa marítima d'aventurers com Francis Drake. Elizabet I, reconeguda pel seu carisma i tossuderia, va ser reina durant 44 anys i va portar estabilitat i identitat nacional al regne.
- Joana III de Navarra
- Anne Bacon
- Caterina II de Rússia
- Caterina d'Aragó
- Georgiana Cavendish
- Cristina de Suècia
- Maria de Cotteblanche
- Elizabeth Danvers
- Catherine Tishem
- Pernette Du Guillet
- Kenau Simonsdochter Hasselaer
- Eduvigis de Polònia
- Elizabeth Russell, Elizabeth Hoby, Elizabeth Cooke.
- Isabel I de Castella
- Sarah Churchill
- Isabel de Josa
- Helene Kottannerin
- Lilliard
- Isabella Losa
- Elizabeth Lucar
- Margaret FitzGerald
- Margarida d'Àustria (duquessa de Savoia)
- Margarida d'Angulema
- Margarida I de Dinamarca
- Marie-Christine de Lalaing
- Maria d'Hongria (governadora dels Països Baixos)
- Maria Teresa I d'Àustria
- Gracia Mendes
- Grace O'Malley
- Caterina Pàvlovna
- Elisabet I de Rússia
- Felipa d'Hainaut
- Oliva Sabuco
- Mary Sidney
- Anna de Dinamarca
- Sofia de Mecklenburg-Güstrow
- Jean de Sutherland
- Elizabeth Talbot
- Elizabeth Jane Weston

### Artemisia Gentileschi

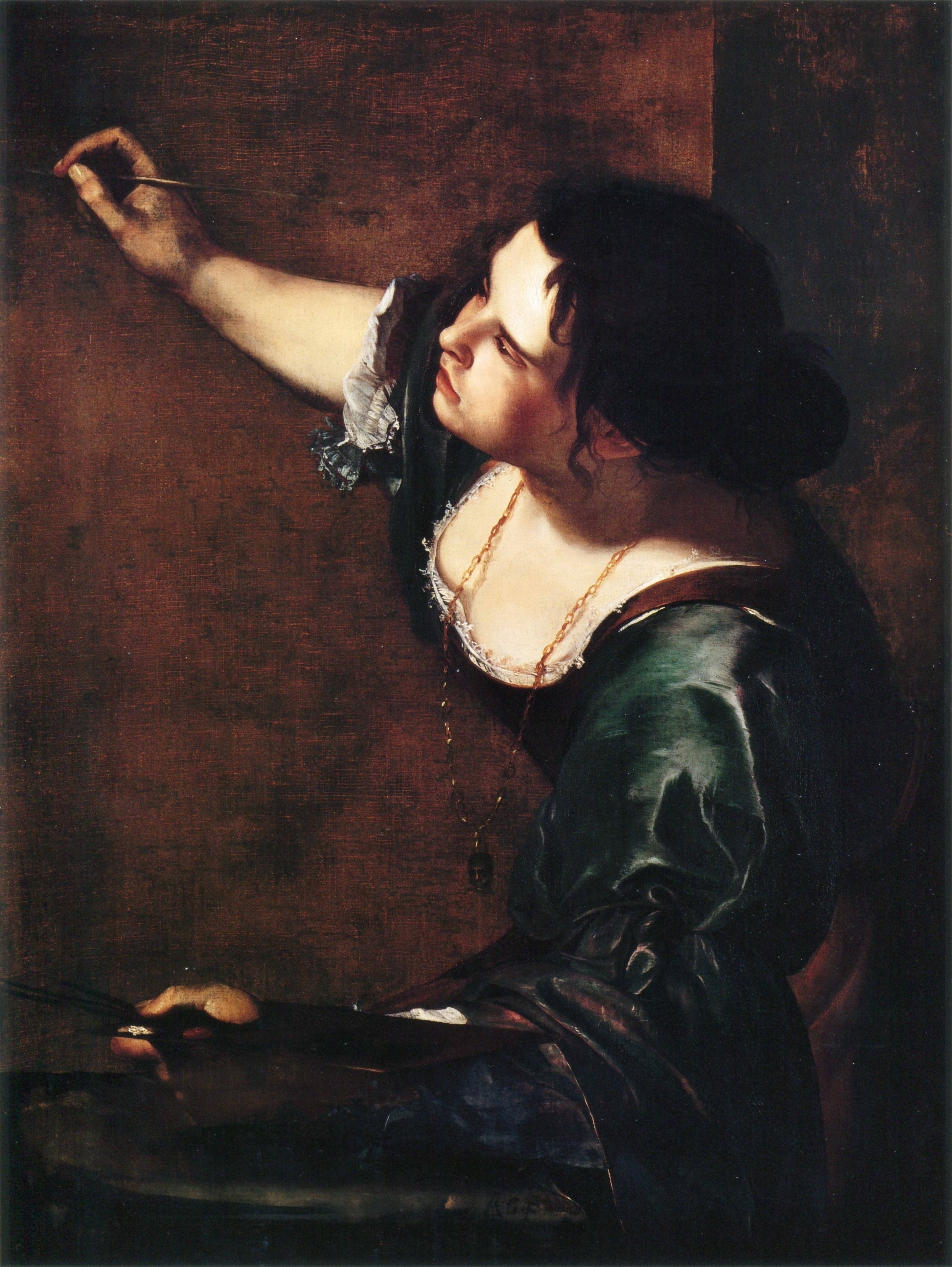
Artemisia Gentileschi, autoretrat

Artemisia Gentileschi (Artemisia Gentileschi) va ser una pintora italiana de l'escola de Caravaggio del segle xvii, una pintora famosa de la cort, sota el patrocini dels Mèdici i Carles I d'Anglaterra, que va impressionar el seu art en un moment en què gairebé no s'acceptaven les dones pintores. També és una de les primeres dones en pintar temes històrics i religiosos. La violència gràfica a la foscor s'atribueix a la seva violació i el degut procés humiliant, especialment a la famosa pintura que mostra a Judit fredament decapitant a Holofernes. Les seves pintures sovint expressen el punt de vista femení.
- María de Abarca
- Sofonisba Anguissola
- Leonora Baroni
- Rosalba Carriera
- Marie Champmeslé
- Élisabeth Chéron
- Elizabeth Farren
- Lavinia Fontana
- Fede Galizia
- Marguerite Gérard
- Nell Gwynne
- Caterina van Hemessen
- Angelika Kauffmann
- Joanna Koerten
- Adelaïde Labille-Guiard
- Judith Leyster
- Onorata Rodiani
- Luisa Roldán
- Properzia de’ Rossi
- Rachel Ruysch
- Maria Sibylla Merian
- Sarah Siddons
- Elisabetta Sirani
- Sabina de Steinbach
- Levina Teerlinc
- Luisa Todi
- Marie Vernier
- Élisabeth Vigée Le Brun

### Anna Maria van Schurman

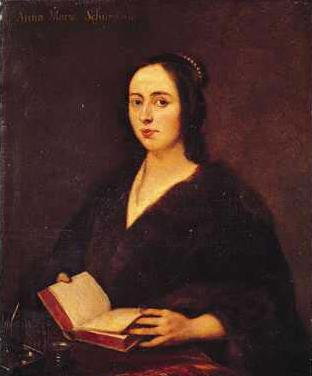
Anna Maria van Schurman

Anna Maria van Schurman (Anna van Schurman) va ser una poetessa, artista i erudita de les Províncies Unides. Fascinada per Jean de Labadie i atreta pel disseny d'una església rebel, Anna Maria van Schurman es va convertir en el seu principal suport. Després de Labadie, el 1666, va ser convocada a l'Església valona de Middelburg, va viatjar regularment a Zelanda, acompanyada per alguns amics, per assistir a exercicis religiosos. La secta es va instal·lar a Amsterdam, on no va ser ben rebuda, per la qual cosa es va traslladar a Dinamarca, on va morir Labadie, i després a Wieuwerd (Província de Frísia), on va morir Anna Maria van Schurman.
- Maria Gaetana Agnesi
- Maria de Jesús d'Ágreda
- Mariana Alcoforado
- Anna Amàlia de Brunsvic-Wolfenbüttel
- Anne Askew
- Mary Astell
- Laura Bassi
- Anne Baynard
- Aphra Behn
- Luisa Carvajal y Mendoza
- Bernarda de Lacerda
- Elena Cornaro Piscopia
- Isabela Czartoryska
- Anne Dacier
- Luise Gottsched
- Madame Guyon
- Glückel von Hameln
- Marie de Gournay
- Zsuzsanna Lorántffy
- Bathsua Makin
- Lucrezia Marinella
- Marie de Miramion
- Caritas Pirckheimer
- Birgitte Thott
- Barbara Uthmann
- Hortensia von Moos
- Maria Antònia de Baviera
- Hannah Woolley

## Ala III

### Anne Hutchinson

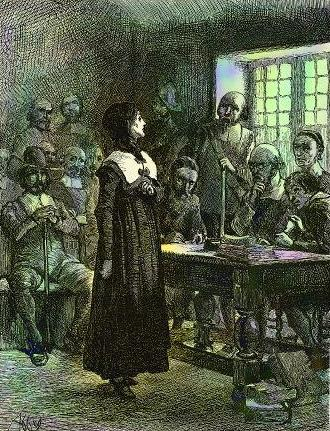
Judici d'Anne Hutchinson

Anne Hutchinson va ser una puritana dissident de la colònia de la badia de Massachusetts. Va afirmar que la Bíblia podia ser interpretada individualment, tant per ella com per qualsevol persona normal.
- Abigail Adams
- Hannah Adams
- Mary Alexander
- Penelope Barker
- Helena Blavatsky
- Mary Bonaventure
- Anne Bradstreet
- Margaret Brent
- Hannah Crocker
- Mary Dyer
- Mary Baker Eddy
- Margaret Fell
- Mary Goddard
- Catherine Littlefield Greene
- Selina Hastings
- Henrietta Johnston
- Ann Lee
- Maria de l'Encarnació Guyart
- Judith Sargent Murray
- Mercy Otis Warren
- Sarah Miriam Peale
- Margaret Philipse
- Eliza Lucas Pinckney
- Molly Pitcher
- Deborah Sampson
- Susanna Wesley
- Phillis Wheatley

### Sacajawea

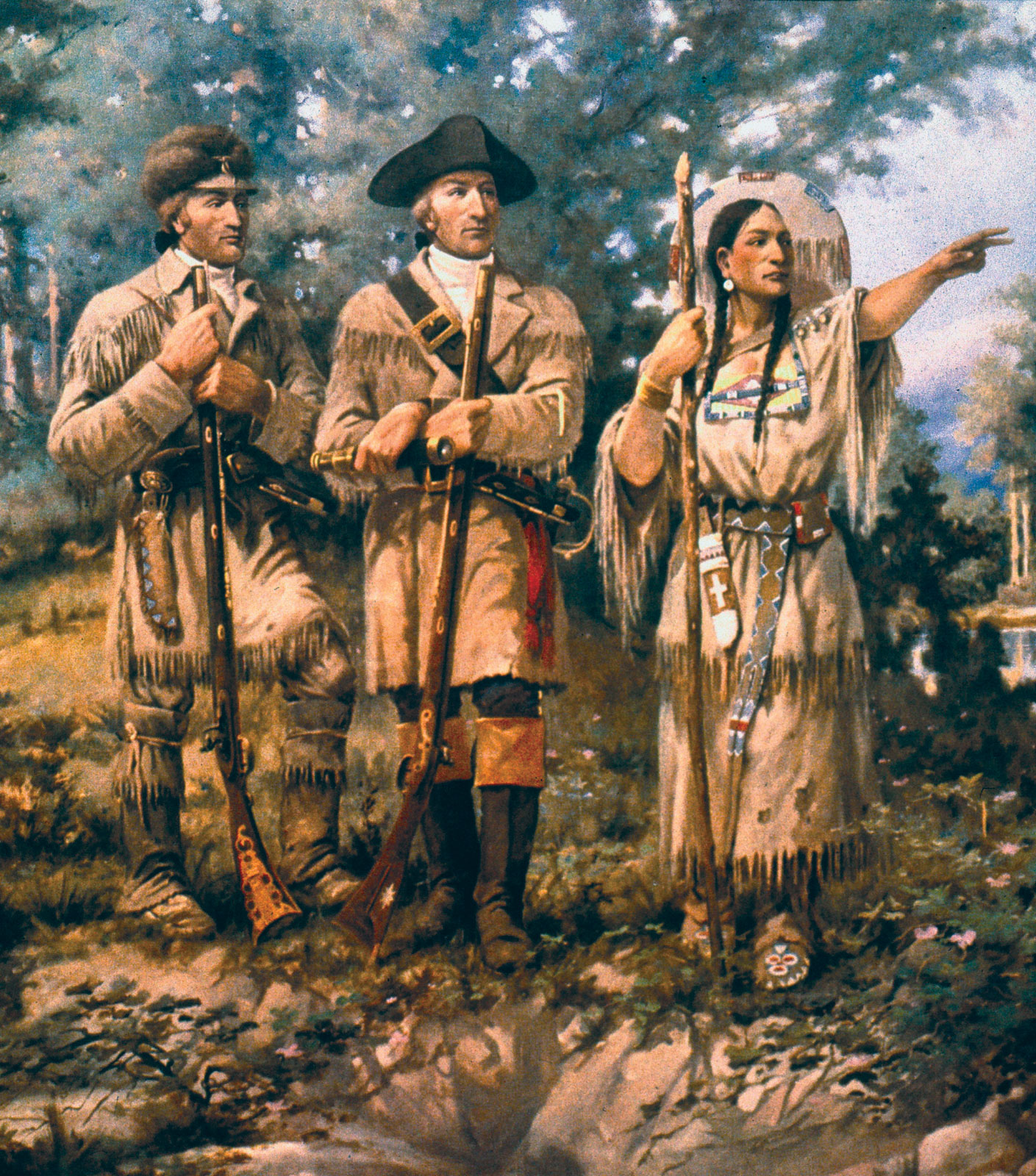
Sacajawea amb Lewis i Clark

Sacajawea va ser una nativa americana de la tribu dels Xoixons. Va ser segrestada als 11 anys pels Hidatses i va viure amb ells com esclava. Va ser guanyada en joc d'atzar per Toussaint Charbonneau, un tramper franco-canadenc que s'hi va casar, quan ella tenia 15 anys, i es va convertir en la intèrpret i guia de l'expedició de Lewis i Clark.
- Anacaona
- Awashonks
- Maria Bartola
- Ana Betancourt
- María Luisa Bombal
- Capillana
- Rosana Chouteau
- Juana Inés de la Cruz
- Josefa Ortiz de Domínguez
- Ehyophsta
- Candelaria Figueredo
- Isabel de Guevara
- Jovita Idar
- Marie Aioe Dorion
- Kaahumanu
- Malintzin
- Carlota Matienzo
- María Martínez
- Luisa Moreno
- Mary Musgrove
- Isabel Pinochet
- Pocahontas
- Magda Portal
- María del Refugio García
- Laura Torres
- Ofelia Uribe de Acosta
- Saaredra Villanueva
- Andrea Villarreal
- Teresa Villarreal
- Nancy Ward
- Weetamoo
- Sarah Winnemucca
- Xochitl[53]

### Caroline Herschel

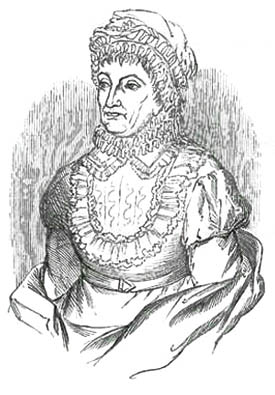
Caroline Herschel

Caroline Herschel va ser una astrònoma britànica d'origen alemany, que va contribuir principalment en el descobriment de nous cometes.
- Marie Geneviève Charlotte Thiroux d'Arconville
- Baronne de Bertereau
- Kata Bethlen
- Louise Bourgeois
- Margaret Cavendish
- Elizabeth Cellier
- Émilie du Châtelet
- Marie Colinet
- Angélique du Coudray
- Frau Cramer
- Maria Cunitz
- Justina Dietrich
- Jeanne Dumée
- Sophie Germain
- Louise de Marillac
- Anne Halkett
- Mother Hutton
- Annie Jump Cannon
- Josephine Kablick
- Maria Winkelmann
- Mary Lamb
- Marie-Anne Pierrette Paulze
- Nicole-Reine Lepaute
- Dorothea Leporin-Erxleben
- Jeanne Mance
- Martha Mears
- Giustina Renier Michiel
- Maria Mitchell
- Anna Morandi Manzolini
- Mary Somerville
- Dorothy Wordsworth

### Mary Wollstonecraft

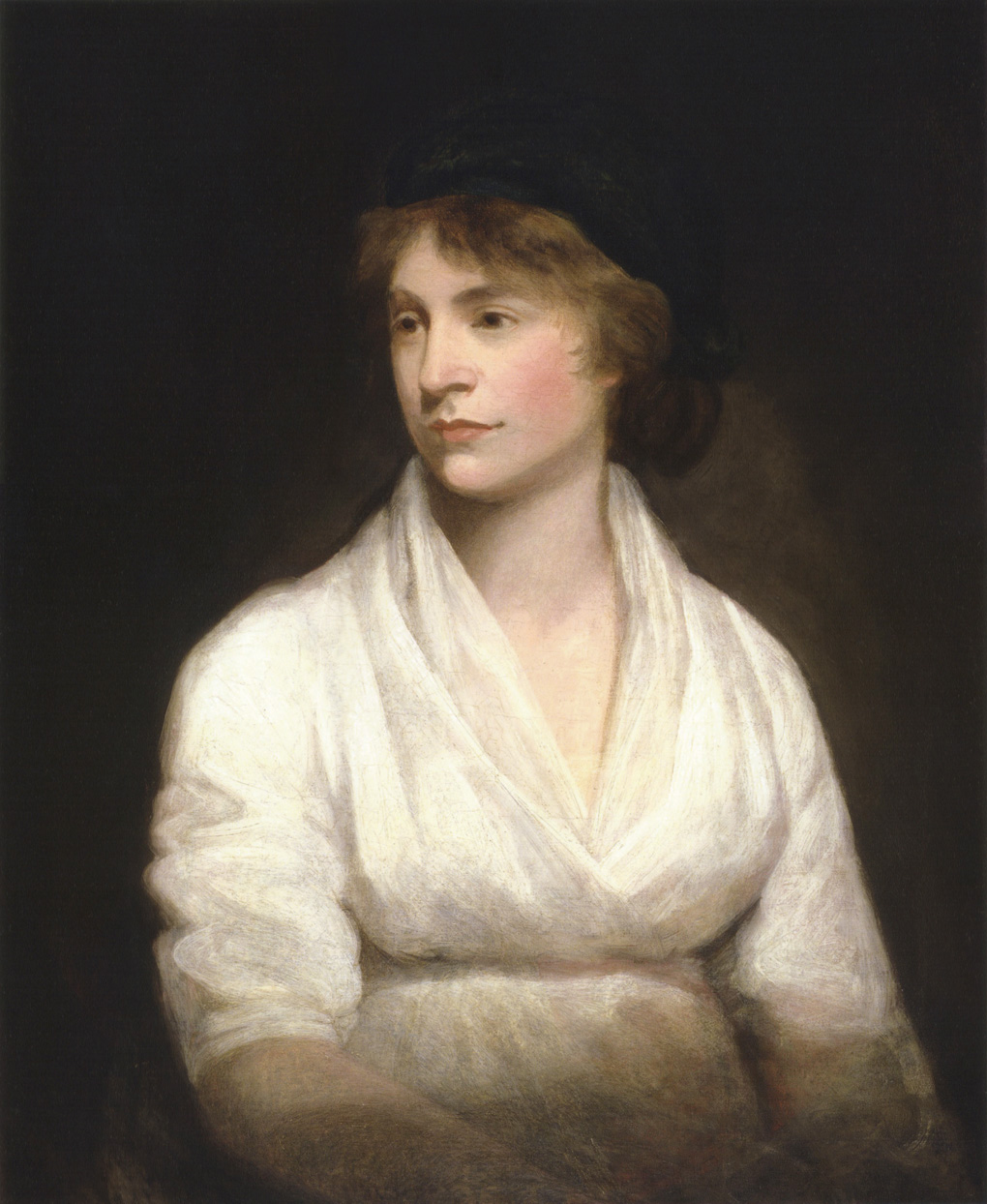
Mary Wollstonecraft, per John Opie (c. 1797)

Mary Wollstonecraft va ser una mestra d'escola, escriptora, filòsofa i feminista anglesa. Va ser autora de novel·les, tractats, un llibre de viatges, una història de la Revolució Francesa i un llibre infantil. És més coneguda pel seu fullet contra la societat patriarcal del seu temps, Vindicació dels drets de la dona.
- Leonor de Almeida Portugal
- Josefa Amar y Borbón
- Bridget Bevan
- Isabella Bird
- Henriette Campan
- Elizabeth Carter
- Charlotte Corday
- Suzanne Curchod, Suzanne Necker.
- Iekaterina Dàixkova
- Celia Fiennes
- Olympe de Gouges
- Elizabeth Hamilton
- Mary Hays
- Madame de La Fayette
- Madame de Maintenon
- Mary Manley
- Anne-Josèphe Théroigne de Méricourt
- Mary Monckton
- Elizabeth Montagu
- Hannah More
- Ida Pfeiffer
- Karoline Pichler
- Madame de Pompadour
- Mary Ann Radcliffe
- Manon Roland
- Alison Rutherford
- Caroline Schelling
- Mary Shelley
- Madame de Staël
- Hester Stanhope
- Marie Tussaud
- Rahel Varnhagen
- Elizabeth Vesey
- Mary Wortley Montagu

### Sojourner Truth

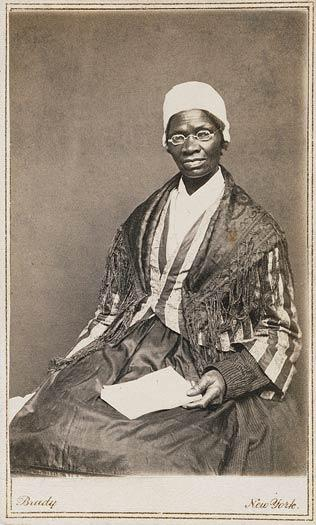
Sojourner Truth, c. 1864

Sojourner Truth va ser una abolicionista afroamericana. Després de la guerra civil, va treballar per facilitar la recerca de feines a refugiats afroamericans. També va fer nombroses aparicions en públic on dirigia majoritàriament a un públic blanc. En els seus discursos, sobre religió i feminisme, va defensar la idea de crear un «estat negre» a l'oest dels Estats Units.
- Marian Anderson
- Joséphine Baker
- Harriet Beecher Stowe
- Prudence Crandall
- Anna Ella Carroll
- Lily Ann Granson
- Angelina Grimké
- Sarah Grimké
- Frances Harper
- Edmonia Lewis
- Mary Livermore
- Mary McLeod Bethune
- Margaret Murray Washington
- Zora Neale Hurston
- Mary Ann Shadd Cary
- Bessie Smith
- Maria W. Stewart
- Harriet Tubman
- Ida B. Wells

### Susan B. Anthony

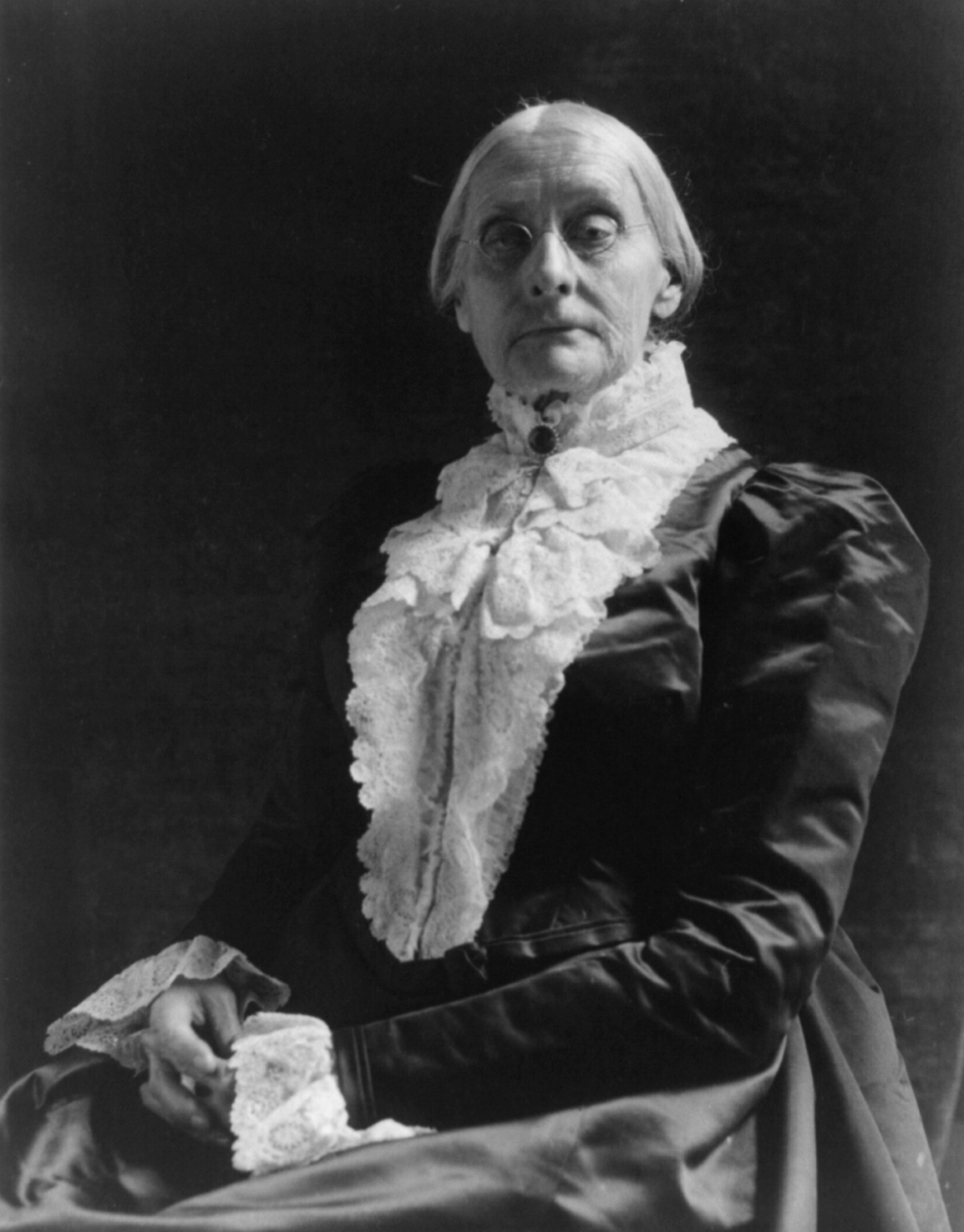
Susan B. Anthony, per Frances Benjamin Johnston (c. 1910)

Susan B. Anthony va ser una activista estatunidenca de drets civils, que va tenir un paper central en la lluita pel sufragi de les dones estatunidenques. Va viatjar pels Estats Units i Europa, participant en gairebé un centenar de conferències anuals per als drets de les dones, durant més de 45 anys. En les eleccions presidencials de 1872, Susan Anthony va ser arrestada i sentenciada per intentar votar.
- Sophie Adlersparre
- Gunda Beeg
- Barbara Bodichon
- Fredrika Bremer
- Elizabeth Cady Stanton
- Minna Canth
- Minna Cauer
- Carrie Chapman Catt
- Mary Church Terrell
- Millicent Fawcett
- Auguste Fickert
- Henni Forchhammer
- Vida Goldstein
- Alexandra van Grippenberg
- Aasta Hansteen (Hasta Hansteen)
- Amalia Holst
- Aletta Jacobs
- Annie Kenney
- Eliška Krásnohorská
- Mary Lee
- Bertha Lutz
- Constance Bulwer-Lytton
- Lucretia Mott
- Mary Müller
- Carrie Nation
- Caroline Norton
- Louise Otto-Peters
- Christabel Pankhurst
- Emmeline Pankhurst
- Sylvia Pankhurst
- Kallirrói Parrén
- Alice Paul
- Charlotte Perkins Gilman
- Emmeline Pethick-Lawrence
- Adelheid Popp[58]
- Frances Power Cobbe
- Käthe Schirmacher
- Auguste Schmidt
- Katherine Sheppard
- Annie Smith Peck
- Alice Stone Blackwell
- Lucy Stone
- Frances Willard
- Annie Wood Besant
- Victoria Woodhull
- Frances Wright

### Elizabeth Blackwell

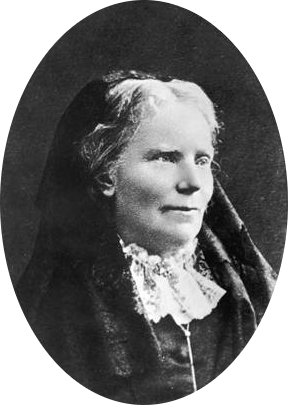
Elizabeth Blackwell

Elizabeth Blackwell va ser la primera metgessa dels Estats Units, així com la primera dona del Col·legi de Metges del Regne Unit. Era feminista i escriptora; la seva guia d'educació sexual (The Moral Education of the Young), que es va publicar a Anglaterra, així com la seva autobiografia (Pioneer Work in Opening the Medical Profession to Women, 1895).
- Elizabeth Anderson
- Clara Barton
- Marianne Beth
- Emily Blackwell
- Sophie Blanchard
- Marie Boivin
- Kate Campbell Hurd-Mead
- Edith Cavell
- Marie Curie
- Babe Zaharias
- Marie Jonet Dugès
- Marie Josephine Mathilde Durocher
- Amelia Earhart
- Emily Faithfull
- Susan La Flesche Picotte
- Althea Gibson
- Charlotte Guest
- Salomée Halpir
- Jane Harrison
- Sophia Heath
- Marie Heim-Vögtlin
- Sonja Henie
- Irène Joliot-Curie
- Elin Kallio
- Betsy Kjelsberg
- Sófia Kovalévskaia
- Marie Lachapelle
- Rebecca Lee Crumpler
- Belva Lockwood
- Alice Milliat
- Margaret Murray
- Florence Nightingale
- Emmy Noether
- Marie Popelin
- Dorothea von Rodde
- Clémence Royer
- Anna Xabànova, Anna Shabanoff.
- Maria Emilie Snethlage
- Miranda Stuart
- Amelia Villa
- Mary Walker
- Nathalie Zand

### Emily Dickinson

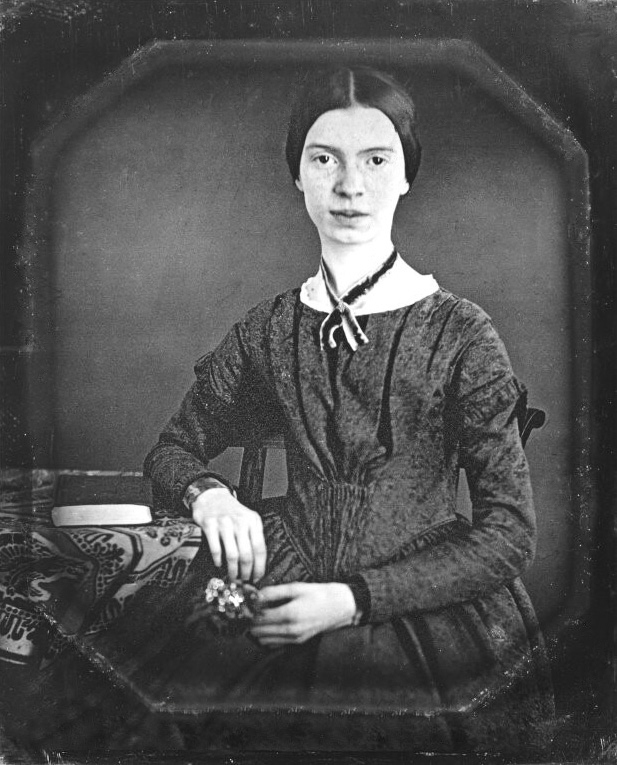
Daguerreotip de la poetessa Emily Dickinson, c. 1848

Emily Dickinson va ser una poetessa estatunidenca coneguda per liderar una vida introvertida i reclusiva. Considerada com una excèntrica, és coneguda per la seva predilecció per la roba blanca i la seva reticència a rebre visitants. Malgrat ser una prolífica escriptora, només es van publicar durant la seva vida menys d'una dotzena dels seus prop de mil vuit-cents poemes. Els poemes de Dickinson són únics del seu temps; es componen de versos molt curts, no tenen títols i sovint utilitzen rimes imperfectes. Molts d'ells tracten la mort i la immortalitat, temes recurrents en la seva correspondència.
- Bettina von Arnim
- Jane Austen
- Johanna Baillie
- Elizabeth Barrett Browning
- Elizabeth Bekker
- Charlotte Brontë
- Emily Brontë
- Frances Brooke
- Fanny Burney
- Anne Clough
- Elżbieta Drużbacka
- Maria Edgeworth
- George Eliot
- Margaret Fuller
- Anna Karsch
- Mary Lyon
- Harriet Martineau
- Albertine Necker de Saussure
- Hedvig Charlotta Nordenflycht
- Nedèlia Petkova
- Christina Rossetti
- Susanna Rowson
- George Sand
- Bertha von Suttner
- Pálné Veres
- Emma Willard

### Ethel Smyth

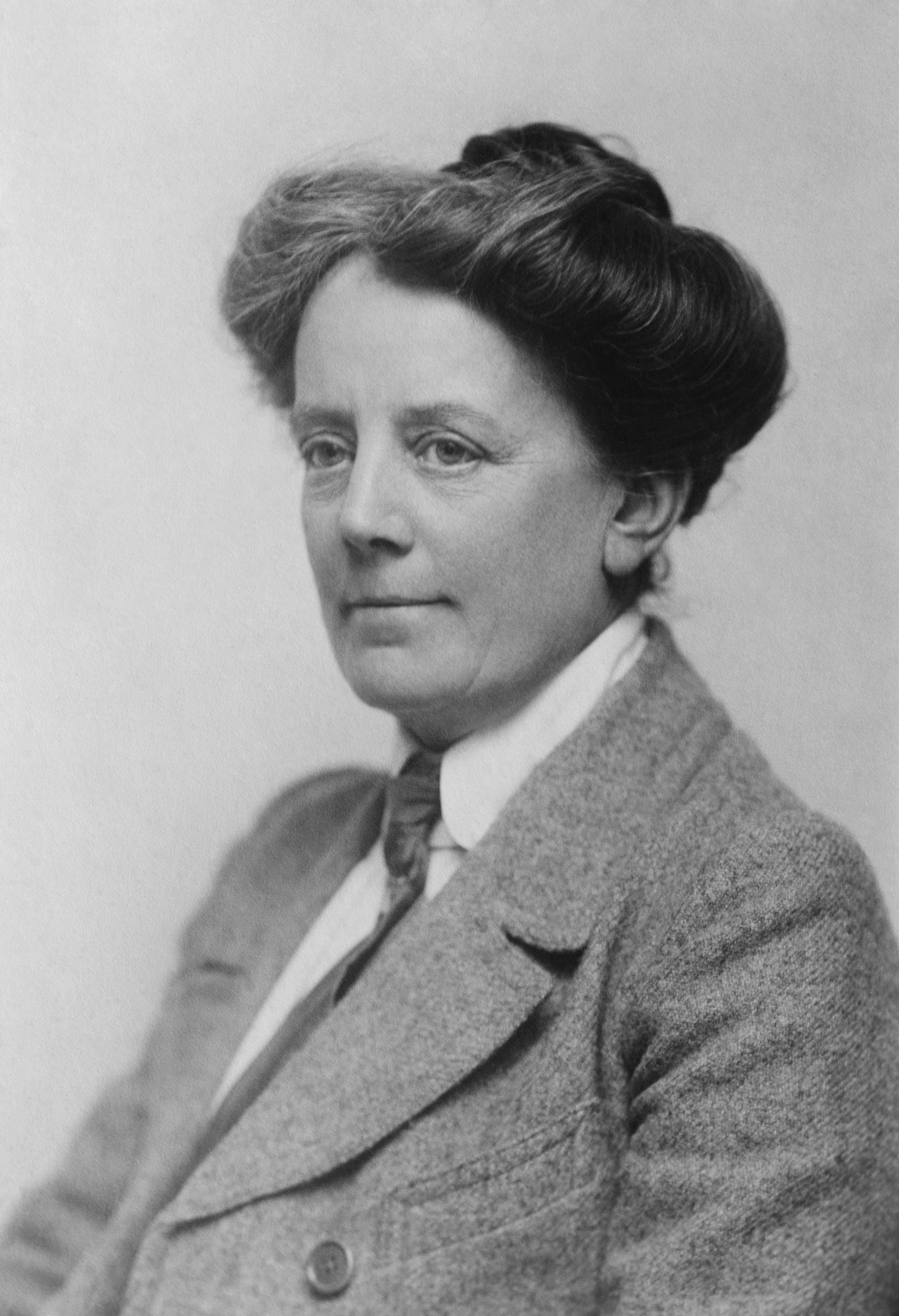
Ethel Smyth, 1922

Ethel Smyth va ser una compositora i sufragista britànica. Va completar quatre obres importants abans que la sordesa acabés la seva carrera de compositora. Després es va interessar per la literatura i va publicar una dotzena de llibres que van ser molt venuts, la majoria autobiogràfics.
- Elfrida Andrée
- Amy Beach
- Antonia Bembo
- Faustina Bordoni
- Lili Boulanger
- Nadia Boulanger
- Antonia Louise Brico
- Marguerite-Antoinette Couperin
- Marguerite-Louise Couperin
- Margarete Dessoff
- Sophie Drinker
- Jeanne Louise Farrenc
- Carlotta Ferrari
- Élisabeth de La Guerre
- Jenny Lind
- Fanny Mendelssohn
- Rose Mooney
- Maria Theresia von Paradis
- Clara Schumann
- Mary Lou Williams
- Wanda Landowska

### Margaret Sanger

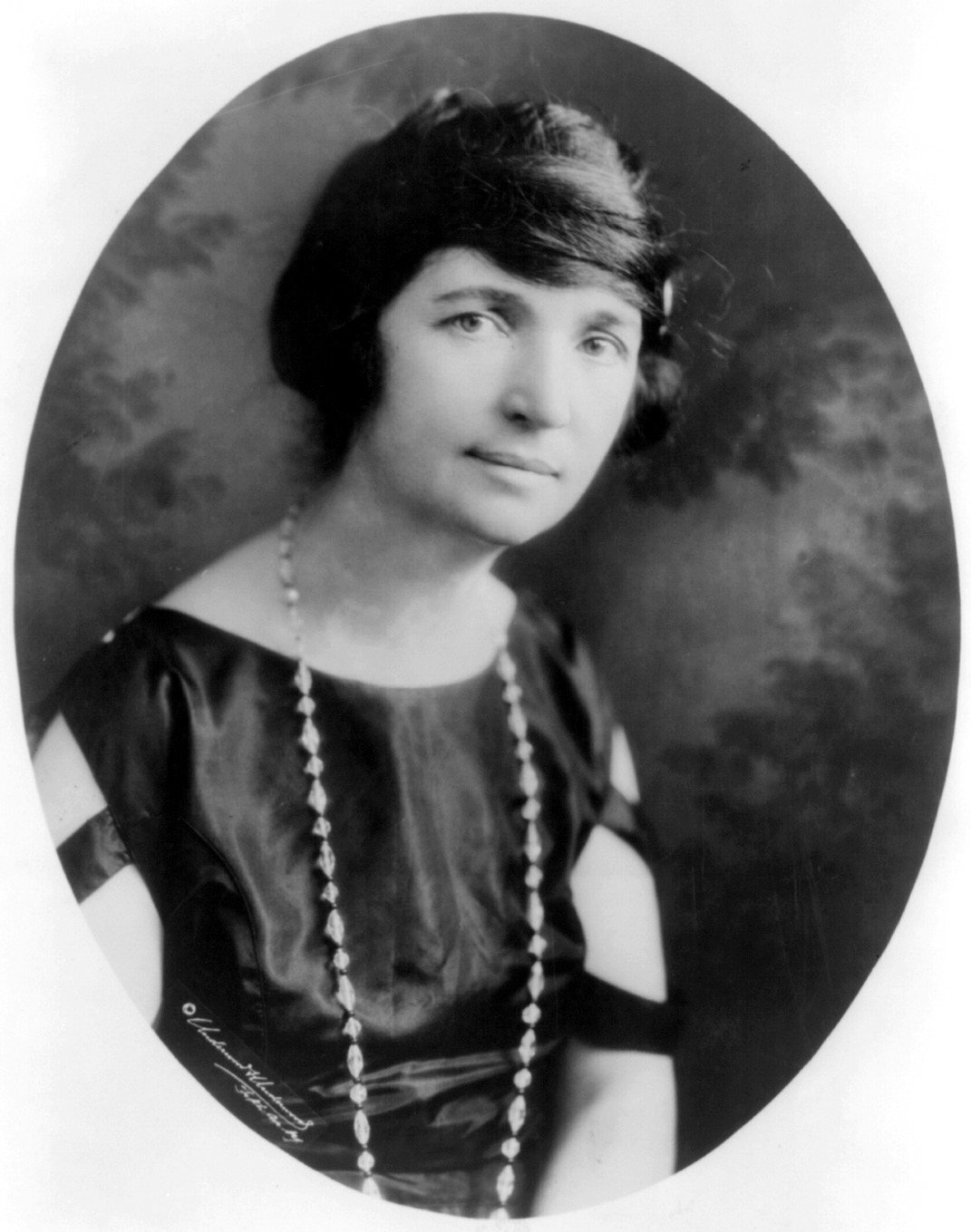
Margaret Sanger, 1922

Margaret Sanger va ser una activista estatunidenca que va lluitar per la contracepció i la llibertat d'expressió, la qual cosa va conduir a la fundació de la American Birth Control League, que va ser coneguda com a Planned Parenthood. Inicialment va ser rebuda amb gran resistència, però les seves idees sobre que una dona pogués decidir quan i com quedar embarassada van guanyar terreny gradualment entre la gent i els tribunals. Margaret Sanger ha sigut un element fundador de l'accés universal a la contracepció i el control de la natalitat, però la seva defensa de l'eugenèsia negativa la converteix en una figura controvertida.
- Jane Addams
- Inessa Armand
- Sylvia Ashton-Warner
- Angelica Balabanoff
- Catharine Beecher
- Ruth Benedict
- Iekaterina Breixko-Breixkóvskaia
- Rachel Carson
- Dorothea Dix
- Vera Fígner
- Elizabeth Fry
- Emma Goldman
- Elizabeth Gurley Flynn
- Dolores Ibárruri
- Mary "Mother" Jones
- Rachel Katznelson
- Helen Keller
- Aleksandra Kol·lontai
- Nadejda Krúpskaia
- Rosa Luxemburg
- Margaret Mead
- Golda Meïr
- Louise Michel
- Katti Møller
- Maria Montessori
- Frederica Montseny
- Emma Paterson
- Frances Perkins
- Sófia Peróvskaia
- Gabrielle Petit
- Jeannette Rankin
- Ellen Swallow Richards
- Eleanor Roosevelt
- Agustina d'Aragó
- Marie Stopes
- Hannah Szenes
- Henrietta Szold
- Beatrice Webb
- Vera Zassúlitx
- Clara Zetkin

### Natalie Clifford Barney

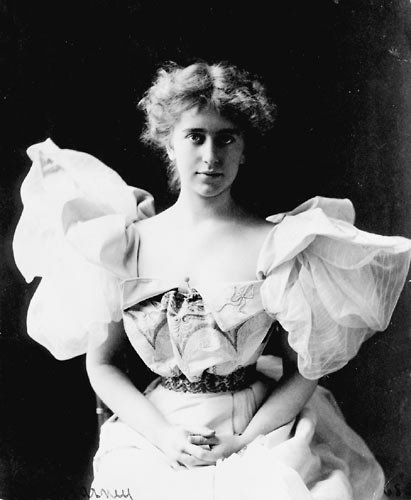
Natalie Barney. Fotografia de Frances Benjamin Johnston, entre 1890 i 1910

Natalie Barney va ser una escriptora estatunienca de poemes, memòries i epigrames. Obertament lesbiana, va treballar per reviure una història literària de les dones. Particularment interessada pels poemes de Safo, va intentar recrear una escola de dones poetes.
- Lou Andreas-Salomé
- Djuna Barnes
- Anne Bonny
- Romaine Brooks
- Eleanor Butler
- Sophie de Condorcet
- Marie-Anne de Vichy-Chamrond
- Comtessa de Genlis
- Marie Geoffrin
- Radclyffe Hall
- Mata Hari
- Louise Labé
- Ninon de L'Enclos
- Julie de Lespinasse
- Alice Pike Barney
- Sarah Ponsonby
- Catherine de Vivonne
- Mary Read
- Juliette Récamier
- Madeleine de Sablé
- Marie Sallé
- Madeleine de Scudéry
- Marquesa de Sévigné
- Gertrude Stein
- Claudine de Tencin
- Cristina Trivulzio
- Renée Vivien

### Virginia Woolf

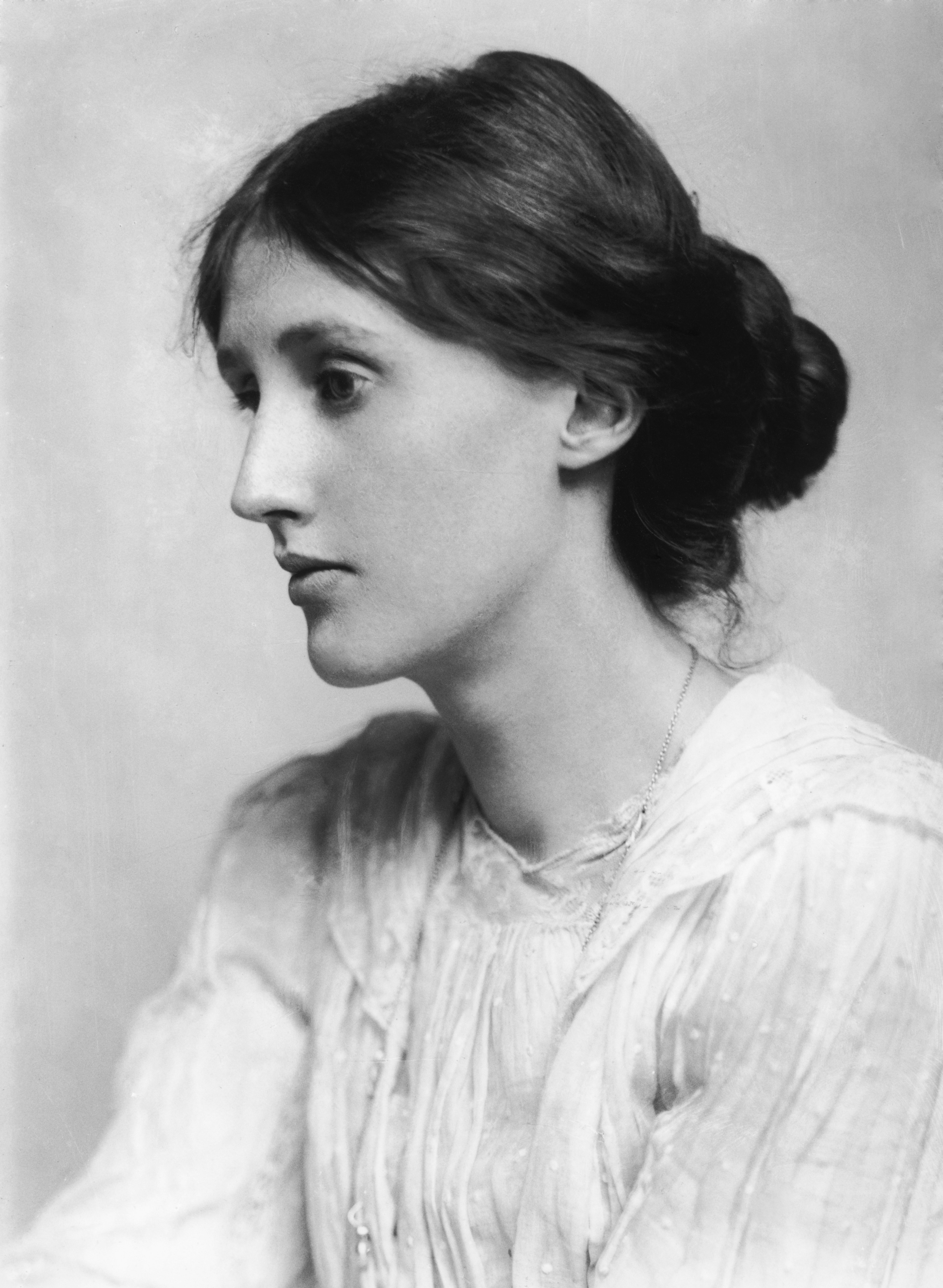
Virginia Woolf, 1902

Virginia Woolf va ser una escriptora britànica, modernista i feminista. Durant el període d'entreguerres va ser una figura líder a la societat literària londinenca i membre central del grup Bloomsbury, que va reunir escriptors, artistes i filòsofs anglesos. Les novel·les Mrs Dalloway (1925), To the Lighthouse (1927) i Orlando (1928), així com l'assaig A Room of One's Own (1929) romanen entre els seus escrits més famosos.
- Hannah Arendt
- Simone de Beauvoir
- Willa Cather
- Colette
- Helen Diner
- Karen Blixen
- Lorraine Hansberry
- Mary Esther Harding
- Karen Horney
- Selma Lagerlöf
- Susanne Langer
- Doris Lessing
- Gabriela Mistral
- Anaïs Nin
- Emilia Pardo Bazán
- Dorothy Richardson
- Nelly Sachs
- Vita Sackville-West
- Olive Schreiner
- Edith Sitwell
- Agnes Smedley
- Edna St. Vincent Millay
- Alfonsina Storni,
- Sigrid Undset
- Simone Weil
- Rebecca West
- Edith Wharton
- Adela Zamudio

### Georgia O'Keeffe

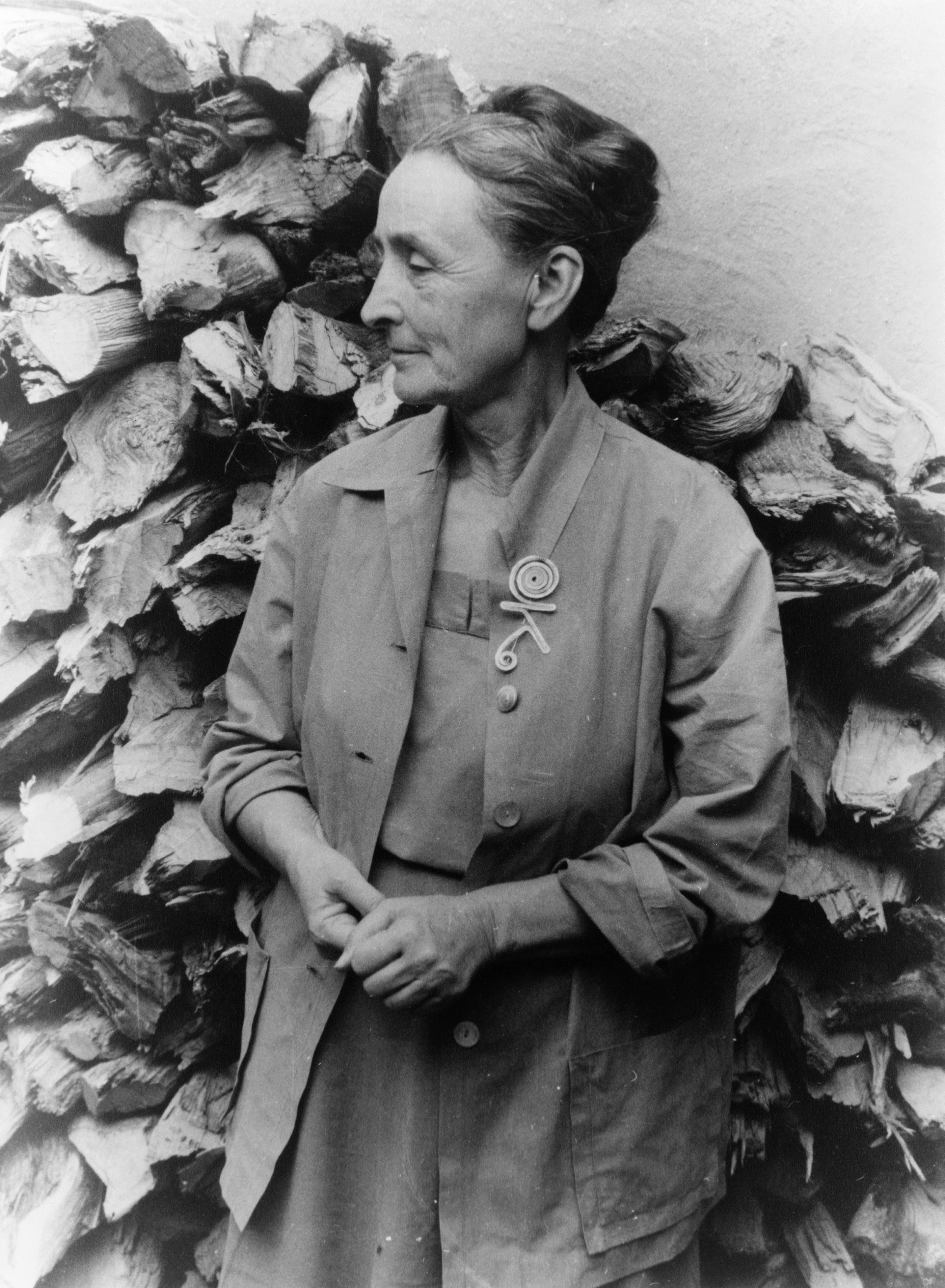
Georgia O'Keeffe, 1950

Georgia O'Keeffe va ser una pintora estatunidenca considerada com una de les principals pintores modernistes del segle xx. És reconeguda com la mare del modernisme americà.
- Anna Pàvlova
- Augusta Savage
- Barbara Hepworth
- Berthe Morisot
- Dorothea Lange
- Dorothy Arzner
- Edith Evans
- Eileen Gray
- Eleonora Duse
- Elisabet Ney
- Emily Carr
- Frida Kahlo
- Gabriele Münter
- Gertrude Käsebier
- Hannah Höch
- Harriet Hosmer
- Ida Kamińska
- Imogen Cunningham
- Isadora Duncan
- Julia Cameron
- Julia Morgan
- Katharine Hepburn
- Käthe Kollwitz
- Louise Nevelson
- Marie Bashkirtseff
- Marie Laurencin
- Martha Graham
- Mary Cassatt
- Mary Louise McLaughlin
- Maya Deren
- Natàlia Gontxarova
- Paula Modersohn-Becker
- Rosa Bonheur
- Sarah Bernhardt
- Sonia Delaunay
- Sophia Hayden Bennett
- Sophie Taeuber-Arp
- Suzanne Valadon